# スタートレック
- スタートレック
- スター・トレック

『スタートレック』（英: Star Trek）は、ジーン・ロッデンベリーの製作したSFテレビドラマシリーズを基にするメディア・フランチャイズ。最初の作品である『宇宙大作戦』が1966年に放映開始以来、8本のテレビドラマ、3本のテレビアニメ、13本の映画が製作されており、各作品によってハードSF、スペースオペラ、コメディー、サスペンス、ヒューマンドラマなどの要素を含み、その内容は多岐にわたる。
フランチャイズ初作の『宇宙大作戦』では、原作者であるジーン・ロッデンベリーが理想とする未来像を描きつつ、現代における様々な社会問題をSFの形で提示した。以降に製作されたシリーズ作品においても、現実社会の複雑化を反映させることで、今日に至るヒットに結びついている。

## 作品の概要
このフランチャイズの主要な構成は、宇宙船もしくは宇宙ステーションで活動する登場人物（地球人のみならず異星人も含む）が、艦長や司令官の指揮のもとに様々な困難を乗り越えて活躍し、未知の生命体や文明と交流していくというものである。これらの登場人物と、習慣や価値観の異なる異星人や、不可思議な宇宙現象との遭遇等が絡みあい、ドラマが繰り広げられる。

### 時代設定
時代は作品ごとに違うが、おおむね22世紀から24世紀の話である。
地球人は銀河系内の約4分の1の領域に進出しており、様々な異星人と交流しながら、残りの領域の探索を進めている。
地球からは貧困や戦争などが根絶されており、見た目や無知から来る偏見、差別も存在しない、ある意味で理想的な世界と化している。
（レプリケーターの実用化により）貨幣経済はなくなり、人間は富や欲望ではなく人間性の向上を目指して働いているとされる。
一方で一時期に行き過ぎた優生学が行われたことへの反省から人間に対する遺伝子操作は禁止されており、それに対する偏見があることも描かれている。また集合体から切り離された元ボーグドローンも社会復帰に苦労しているようである。
地球は統一政府「地球連合（United Earth）」に統治され、150個ほどの星系とともに惑星連邦（United Federation of Planets）という連邦国家を形成しており、宇宙艦隊を編成して銀河系の探査や学術調査、外交、治安維持等の任務にあてている。惑星連邦の本部はパリにあり、宇宙艦隊の本部はサンフランシスコにある。惑星連邦内では軍事力を伴った紛争がほぼ根絶されたが、他の星間国家との間ではそうはなっていない。クリンゴン帝国やロミュラン帝国、カーデシア連合などの侵略的な星間国家との関係は必ずしも良好ではなく、武力行使を含めた外交の駆け引きが繰り広げられている。
また『スタートレック:ディープ・スペース・ナイン』以降の作品では諜報機関であるセクション31の存在が明かされ、謀略などの暗い一面も描かれるようになった。
『スタートレック:エンタープライズ』では惑星連邦設立以前の時代を描いているが、他の作品に出てくる星間国家や異星人が登場しており、フランチャイズとしての一貫性が保たれている。また、銀河系の一部しか知られていないという設定のため、後の作品では既成の事実や知識となっている未知の異星人や、天文現象と初めて遭遇するパターンも多く使われている。
『スタートレック:ディスカバリー』第3シーズン以降では、地球連合やバルカン星などが脱退し、惑星連邦が瓦解した32世紀の世界が描かれている。

### 共有される設定
長く作品が製作され続けるフランチャイズでは、これまでの作品を「なかったこと」にして、複雑化した設定を一新することがよくあるが、このフランチャイズではほとんどすべての作品が同じ宇宙を共有している。そのため、これまでに製作されたテレビドラマ・テレビアニメはすべて『宇宙大作戦』から見て過去または未来の出来事である。一方で、作品の根幹としてマルチバースの概念が取り入れられており、物語の主軸として描かれている宇宙とは異なる平行宇宙（いわゆるパラレルワールド）が登場する話もある。劇場版第11作から劇場版第13作まではいわゆるリブート作品であり、『宇宙大作戦』とは別の宇宙が舞台となっているが、タイムトラベルの影響で異なる歴史が生じた平行宇宙を舞台にするという設定により、フランチャイズとしての連続性が保たれている（『宇宙大作戦』から始まる宇宙は別に存続しており、これまでの作品の出来事が書き換えられたわけではない）。
このほか、『宇宙大作戦』第33話「イオン嵐の恐怖」が初出となる「鏡像宇宙」は、地球が惑星連邦ではなく侵略的なテラン帝国を形成した宇宙である。また、同じ宇宙の中においても、『新スタートレック』第63話「亡霊戦艦エンタープライズ'C'」などで描かれているように、タイムトラベルの影響で異なる歴史が生じたタイムラインがいくつも存在している。『スタートレック:ディープ・スペース・ナイン』第37話「宇宙の原型」では宇宙に内包されるかたちで別の宇宙が発見されるなど、この作品の宇宙は多元多層の非常に複雑な構成になっている。
登場する異星人にはヒューマノイド型の異星人が多い。これは元々の遺伝子が同じものであったからということが『新スタートレック』で語られている。クリンゴン人を始めいくつかの種族には独自の言語が設定されているが、高性能な宇宙翻訳機があるため、基本的にどの星の人とも英語で会話ができる（フェレンギ人が過去の地球に囚われてしまった話では、翻訳機が頭に埋め込まれていることを示唆する描写がある）。未知の言語であっても普通はコンピューターが短時間で解析し翻訳できるようになるが、一部の特殊な言語を持つ種族に対しては翻訳が不能であるなど例外もある。22世紀ではまだ翻訳機の性能が低く、意思疎通に苦労することも多い。

## 作品の一覧
関連する企業の統廃合が繰り返されているため、版権や製作体制は何度も変遷している。最初のテレビドラマである『宇宙大作戦』の権利は当初製作したデシル・プロダクションが有していたが、1967年に同社は作品の権利ともどもパラマウント映画に買収された。さらに、1994年にパラマウント映画はバイアコムに買収され、その後、2005年にテレビ事業と映画事業が分社化された結果、CBSが作品の諸権利を全て一元的に管理すると共にテレビ番組の製作を担当し、パラマウント映画は映画作品の製作および映像メディア商品の販売をCBSから請け負うという体制になった。さらに、2019年のバイアコムとCBSの合併により、全ての権利の管理はバイアコムCBS（現・パラマウント・グローバル）が引き継いだ。このため、『宇宙大作戦』以降のテレビ番組のうち、『まんが宇宙大作戦』から『スタートレック:エンタープライズ』まではパラマウント映画、『スタートレック:ディスカバリー』以降はCBSが製作している。

### テレビドラマ
『宇宙大作戦』はNBC系列で放送されたが、『新スタートレック』は三大ネットワークやフォックス放送との交渉が頓挫した（ミニシリーズとしての製作しか認められなかった）ため、当時としては異例の番組販売となった。これは成功を収め、続く『スタートレック:ディープ・スペース・ナイン』でも同様の放送形態がとられている。1995年にはパラマウント映画の傘下の放送局UPNが誕生し、『スタートレック:ヴォイジャー』と『スタートレック:エンタープライズ』はUPNで放送された。
『スタートレック:ディスカバリー』以降はCBSの映像配信サービスであるParamount+が配信しており、放送ではなく映像ストリーミングによる配信となっている。
| 略称 | 日本語版の題 原題                                                         | 製作                                    | 放送・映像配信局 | 放送期間                      | シーズン数 | 話数 | 劇中の時代                      |
| ---- | ------------------------------------------------------------------------- | --------------------------------------- | --- | ----------------------------- | ---------- | ---- | ------------------------------- |
| TOS  | 宇宙大作戦 Star Trek: The Original Series                                 | デシル・プロダクション パラマウント映画 | NBC | 1966年9月8日 - 1969年6月3日   | 3          | 79   | 2265年 - 2270年                 |
| TNG  | 新スタートレック Star Trek: The Next Generation                           | パラマウント映画                        | 番組販売 | 1987年9月28日 - 1994年5月23日 | 7          | 176  | 2363年 - 2370年                 |
| DS9  | スタートレック:ディープ・スペース・ナイン Star Trek: Deep Space Nine      | パラマウント映画                        | 番組販売 | 1993年1月2日 - 1999年5月29日  | 7          | 173  | 2369年 - 2375年                 |
| VOY  | スタートレック:ヴォイジャー Star Trek: Voyager                            | パラマウント映画                        | United Paramount Network | 1995年1月16日 - 2001年5月23日 | 7          | 168  | 2371年 - 2378年                 |
| ENT  | スタートレック:エンタープライズ Star Trek: Enterprise                     | パラマウント映画                        | United Paramount Network | 2001年9月26日 - 2005年5月13日 | 4          | 97   | 2151年 - 2161年                 |
| DSC  | スタートレック:ディスカバリー Star Trek: Discovery                        | CBS                                     | CBS（第1話のみ） Paramount+（映像配信・アメリカなど） CTV Sci-Fi Channel（放送・英語版・カナダ） Z（放送・フランス語版・カナダ） Crave（映像配信・カナダ、2023年8月まで） Netflix（S3まで、映像配信・その他の国々） | 2017年9月24日 - 2024年5月30日 | 5          | 65   | 2256年 - 2258年 3188年 - 33世紀 |
| PIC  | スタートレック:ピカード Star Trek: Picard                                 | CBS                                     | Paramount+（アメリカ） CTV Sci-Fi Channel（英語版・カナダ） Z（フランス語版・カナダ） Crave（カナダ、2023年7月まで） Amazonプライム・ビデオ（映像配信・その他の国々）                                               | 2020年1月23日 - 2023年4月20日 | 3          | 30   | 2399年 - 2401年 2024年          |
| SNW  | スタートレック:ストレンジ・ニュー・ワールド Star Trek: Strange New Worlds | CBS                                     | Paramount+（サービス実施地域） CTV Sci-Fi Channel（英語版・カナダ） Z（フランス語版・カナダ） Crave（カナダ、2023年7月まで） TVNZ（ニュージーランド） VOOT（インド）                                                | 2022年5月5日 -                | 2～        | 20～ | 2259年 -                        |

### テレビアニメ
以前は実写映像作品のみが公式（正史）と見做されていたため、『まんが宇宙大作戦』は番外編として他の作品と同列に扱われていなかった。しかし、『スタートレック』フランチャイズの版権を管理するCBSは、2007年以降「公式な映像作品」として扱っている。
2020年にはCBS All Access（現・Paramount+）でコメディ作品『スタートレック:ローワー・デッキ』が配信され、第5シーズンの製作も決定している。また、2021年にはParamount+で子供向け作品"Star Trek: Prodigy"が配信され、ニコロデオンで放送もされた。ただし"Star Trek: Prodigy"はParamount+の配信ラインアップから削除され。Netflixなど(フランスではフランス・テレビジョン)に移動することになった。
| 略称 | 日本語版の題 原題                                      | 製作             | 放送・映像配信局 | 放送期間                      | シーズン数 | 話数 | 劇中の時代      |
| ---- | ------------------------------------------------------ | ---------------- | --- | ----------------------------- | ---------- | ---- | --------------- |
| TAS  | まんが宇宙大作戦 Star Trek: The Animated Series        | フィルメーション | NBC | 1973年9月8日 - 1974年10月12日 | 2          | 22   | 2269年 - 2270年 |
| LD   | スタートレック:ローワー・デッキ Star Trek: Lower Decks | CBS              | Paramount+（映像配信・アメリカ） CTV Sci-Fi Channel（英語版・カナダ） Z（フランス語版・カナダ） Crave（映像配信・カナダ、2023年7月まで） Amazonプライム・ビデオ（映像配信・その他の国々） | 2020年8月6日 -                | 4～        | 40～ | 2380年 -        |
| PRO  | Star Trek: Prodigy                                     | CBS              | シーズン1: Paramount+（サービス対象国、2023年6月まで） Netflix (サービス対象国、2023年12月25日より) Crave（カナダ） ニコロデオン シーズン2: Netflixなど                                   | 2021年10月28日 -              | 2～        | 40～ | 2383年          |

### 短編
2018年以降、Paramount+が短編のアンソロジーシリーズである『スタートレック:ショートトレック』を配信している。2018年には『スタートレック:ディスカバリー』に関連した第1シーズンの4話が配信され、2019年から2020年にかけては『スタートレック:ディスカバリー』だけでなく『スタートレック:ピカード』に関連した話やアニメーションを含む第2シーズンの6話が配信された。
2023年から『ベリーショートトレック』が公式サイトとYouTubeで配信している。

### 映画
| 略称 | 日本語版の題 原題                                                               | 監督                       | 公開年 | 劇中の 時代 | 備考 |
| ---- | ------------------------------------------------------------------------------- | -------------------------- | ------ | ----------- | --- |
| TMP  | スター・トレック Star Trek: The Motion Picture                                  | ロバート・ワイズ           | 1979年 | 2271年      | 『宇宙大作戦』のキャラクターによる作品。                                                                |
| TWOK | スタートレックII カーンの逆襲 Star Trek II: The Wrath of Khan                   | ニコラス・メイヤー         | 1982年 | 2285年      | 『宇宙大作戦』のキャラクターによる作品。                                                                |
| TSFS | スタートレックIII ミスター・スポックを探せ! Star Trek III: The Search for Spock | レナード・ニモイ           | 1984年 | 2285年      | 『宇宙大作戦』のキャラクターによる作品。                                                                |
| TVH  | スタートレックIV 故郷への長い道 Star Trek IV: The Voyage Home                   | レナード・ニモイ           | 1986年 | 2286年      | 『宇宙大作戦』のキャラクターによる作品。                                                                |
| TFF  | スタートレックV 新たなる未知へ Star Trek V: The Final Frontier                  | ウィリアム・シャトナー     | 1989年 | 2287年      | 『宇宙大作戦』のキャラクターによる作品。                                                                |
| TUC  | スタートレックVI 未知の世界 Star Trek VI: The Undiscovered Country              | ニコラス・メイヤー         | 1991年 | 2293年      | 『宇宙大作戦』のキャラクターによる作品。                                                                |
| GEN  | スタートレック ジェネレーションズ Star Trek Generations                         | デヴィッド・カーソン       | 1994年 | 2371年      | 『新スタートレック』のキャラクターによる作品。                                                          |
| FC   | スタートレック ファーストコンタクト Star Trek: First Contact                    | ジョナサン・フレイクス     | 1996年 | 2373年      | 『新スタートレック』のキャラクターによる作品。                                                          |
| INS  | スタートレック 叛乱 Star Trek: Insurrection                                     | ジョナサン・フレイクス     | 1998年 | 2375年      | 『新スタートレック』のキャラクターによる作品。                                                          |
| NEM  | ネメシス/S.T.X Star Trek Nemesis                                                | スチュアート・ベアード     | 2002年 | 2379年      | 『新スタートレック』のキャラクターによる作品。                                                          |
| STXI | スター・トレック Star Trek                                                      | J・J・エイブラムス         | 2009年 | 2258年      | 新キャストでの『宇宙大作戦』のキャラクターによる作品。 ケルヴィン・タイムラインの平行宇宙が舞台となる。 |
| STID | スター・トレック イントゥ・ダークネス Star Trek Into Darkness                   | J・J・エイブラムス         | 2013年 | 2259年      | 新キャストでの『宇宙大作戦』のキャラクターによる作品。 ケルヴィン・タイムラインの平行宇宙が舞台となる。 |
| STB  | スター・トレック BEYOND Star Trek Beyond                                        | ジャスティン・リン         | 2016年 | 2263年      | 新キャストでの『宇宙大作戦』のキャラクターによる作品。 ケルヴィン・タイムラインの平行宇宙が舞台となる。 |
|      | スター・トレック セクション31 Star Trek: Section 31                             | オラトゥンデ・オスンサンミ | 2025年 |             | 『スタートレック:ディスカバリー』のキャラクターによる作品。                                             |

### 公式作品とその他の作品について
2012年以降、フランチャイズの版権を管理するCBSは「公式（英: official）」という表現を用いて、作品を「CBS・パラマウント映画が製作したオフィシャルな作品（テレビドラマ・テレビアニメ・映画など）」「オフィシャルライセンス契約に基づいてサードパーティーが製作した作品（小説・コミック・ゲームなど）」「オフィシャルライセンス契約がなされていないファンメイドの作品（いわゆるファンムービーなど）」の三つに分類し、前の二つについて公式サイトで取り扱っている。
以前は版権元により「正史（英: canon）」といった分類がなされており、異なるメディア間の作品の内容については、実写映像作品のみを公式な設定として扱ってきた。しかし、CBS副社長でフランチャイズのブランド開発担当であるジョン・ヴァン・チッターズと製作プロデューサーであるアレックス・カーツマンらは、『スタートレック:ディスカバリー』以降の作品においては映像作品と小説・コミック・ゲームの扱いを統合しメディアミックスの手法をとる方針を打ち出している。『スタートレック:ディスカバリー』では作品のサイドストーリーがMMORPG『Star Trek Online』で配信され、小説が初出となる設定が登場した。また、『スタートレック:ピカード』でもドラマの前日譚となる、ピカードの引退を説明するコミック『Star Trek: Picard – Countdown』が出版されている。『スタートレック:ピカード』には『Star Trek Online』のオリジナル宇宙船が複数登場する。一方で、『スタートレック:ディスカバリー』以前の非映像作品においては非正史という扱いになっている。

#### 小説・コミック
アメリカでは『スタートレック』の世界を舞台とする小説・コミック等が数多く出版され続けているが、これらは版権元であるCBSにより「オフィシャルライセンス契約に基づいてサードパーティーが製作した作品」に区分される。小説の日本語訳は、『スタートレック:ディープ・スペース・ナイン』と『スタートレック:ヴォイジャー』が角川文庫から、他がハヤカワ文庫から出版されたが、多くが絶版状態となっている。また、テレビドラマや映画のノベライズとは別に、オリジナル小説もいくつか出版された。

#### コンピュータゲーム
アメリカでは『スタートレック』の世界を舞台とするゲームも数多く販売され、1971年に一般のファンらが作成したシミュレーションマイコンゲームは人気を博し、日本でも1980年代初期まで人気だった。『宇宙大作戦』は北海道や関西地域では度々再放送されるも、関東地方では本放送時、劇場版第1作日本公開時、1980年代後半と3時期のみで、本作品とゲームの関係性を希薄に感じる者も見られた。
2010年以降からはMMORPGの『Star Trek Online』の配信が開始された。内容は『ネメシス/S.T.X』などの続編となっている。

## 作品の年表
作品内において何度もタイムトラベルによる過去改変が行われるため時系列が複数のタイムラインに分岐している。

### プライム・タイムライン
テレビドラマ・テレビアニメとその劇場版が舞台としている宇宙（英: Prime Timeline）。後述の「ケルヴィン・タイムライン」と区別してこう呼ばれている。
| 年               | 出来事 | 作品                                        |
| 20世紀以前       | 20世紀以前 | 20世紀以前                                  |
| ---------------- | --- | ------------------------------------------- |
| 約40億年以上前   | 「創始者」が銀河各地の惑星に自分達の遺伝子を播く。 | 新スタートレック ディスカバリー             |
| 約6500万年以上前 | ヴォス人の先祖が故郷を離れ、4500万年後にデルタ宇宙域に到達し定住。 | ヴォイジャー                                |
| 約20万年前       | 高度な文明を持つアイコニア帝国が、広大な宇宙域を支配し繁栄するも、後に滅亡。 | 新スタートレック                            |
| 4世紀-6世紀頃    | バルカン星においてスラクの改革により後に続くバルカンの体制や文化が成立。反対派は他の星系に移住し同じく後に続くロミュラン帝国が成立。 | 新スタートレック エンタープライズ           |
| 9世紀頃          | カーレスによりクリンゴン帝国建国。 | 新スタートレック                            |
| 14世紀頃         | 惑星カターンが太陽放射線の影響により滅亡。 | 新スタートレック                            |
| 1893年           | アメリカ・サンフランシスコにおいてデヴィディア人が活動。 | 新スタートレック                            |
| 20世紀           | |                                             |
| 1930年           | 社会事業家のエディス・キーラーが事故死。 | 宇宙大作戦                                  |
| 1947年           | ロズウェル事件。 | ディープスペースナイン                      |
| 1957年           | 人類初の人工衛星スプートニクが打ち上げられ、その調査に訪れたバルカンの宇宙船が地球（アメリカ合衆国ペンシルベニア州カーボン・クリーク近郊）に不時着する。 | エンタープライズ                            |
| 1967年           | 東カリフォルニアに時間パトロール艦イーオンが不時着。 | ヴォイジャー                                |
| 1968年           | アメリカ合衆国の核兵器搭載衛星が打ち上げられるが、ゲリー・セブンによる破壊工作のため軌道投入に失敗する。この事件を契機として、核兵器使用を禁止する国際協定が結ばれる。 | 宇宙大作戦                                  |
| 1986年           | ザトウクジラ捕獲のため、カーク達が2286年からタイムトラベルしてくる。 | 劇場版第4作                                 |
| 1992年 - 1996年  | 優生戦争が勃発し、カーン率いる優生人類が地球上の約3分の1を征服するが、内紛によって敗北する。カーンら一部の優生人類は寝台船S.S.ボタニー・ベイに乗り、冷凍冬眠の状態となって地球を脱出する。 | 宇宙大作戦                                  |
| 1996年           | ロサンゼルスでUFOが撮影される。数日後、世界的に有名な実業家で発明家のヘンリー・スターリングが行方不明になる。 | ヴォイジャー                                |
| 1999年           | 惑星探査機ボイジャー6号が打ち上げられる。 | 劇場版第1作                                 |
| 21世紀           | |                                             |
| 2022年           | ラアン・ヌニエン・シンと、改変され惑星連邦のなくなった時間線のカークが、ロミュラン人による歴史改変を妨害する。 | ストレンジ・ニュー・ワールド                |
| 2024年           | ピカード達が時間軸の分岐を修復するため、2401年からボーグ・クイーンを連れてタイムトラベルしてくる。 有人エウロパ探査船シャンゴが打ち上げられる。 | ピカード                                    |
| 2024年           | シスコ達が転送事故で過去に飛ばされ、サンフランシスコで発生した市民暴動「ベル暴動」に巻き込まれる。 | ディープ・スペース・ナイン                  |
| 2026年 - 2053年  | アメリカ合衆国とECON（東部連合）の間で第三次世界大戦が勃発し、双方の核兵器使用によって約6億人が犠牲となる。世界各地で政府や社会秩序が崩壊し独裁者が台頭、暗黒時代が始まる。 | 劇場版第8作                                 |
| 2032年           | 有人火星探査船アーレス4号が火星に着陸する。 | ヴォイジャー                                |
| 2063年           | コクレーンが大陸間弾道ミサイルを流用した宇宙船フェニックスを製造し、人類初のワープ航法に成功する。その様子を秘かに調査していたバルカン人が地球を訪れ初接触を果たし、異星人の存在が公となる。 | 劇場版第8作                                 |
| 2063年           | 2373年からボーグとピカード達がタイムトラベルしてくる。 | 劇場版第8作                                 |
| 2065年           | 宇宙探査船S.S.ヴァリアントが銀河系辺境で行方不明となる。 | 宇宙大作戦                                  |
| 21世紀後半       | 地球・クジン戦争で地球側が勝利。 | まんが宇宙大作戦                            |
| 22世紀           | |                                             |
| 2119年           | コクレーン自ら操縦する宇宙船が、アルファ・ケンタウリ・コロニーから出発したまま行方不明となる。 | エンタープライズ                            |
| 2150年           | 地球連合（United Earth）が名実共に地球の統一政府となる。 | エンタープライズ                            |
| 2151年           | 地球連合がクリンゴン人およびスリバン人と初接触する。 | エンタープライズ                            |
| 2151年 - 2161年  | エンタープライズ（NX-01）がアーチャーの指揮下で進宙し、宇宙探査を行う。 | エンタープライズ                            |
| 2152年           | 地球連合がロミュラン人と初接触する。 | エンタープライズ                            |
| 2153年           | ズィンディが惑星破壊兵器を用いて地球を攻撃し、700万人が虐殺される。 | エンタープライズ                            |
| 2154年           | コロンビア（NX-02）がヘルナンデスの指揮下で進宙する。 | エンタープライズ                            |
| 2155年           | 地球連合がアルファ宇宙域の友好的種族の代表をサンフランシスコに招き惑星間同盟協議を主催する。パクストン率いる政治結社テラ・プライムが、地球からの異星人排除を掲げ武装蜂起する。 | エンタープライズ                            |
| 2156年 - 2160年  | 地球連合初となる恒星間戦争がロミュラン帝国との間で勃発し、地球連合側の勝利で終結する。後の講和条約により、中立地帯が設けられる。 | 宇宙大作戦                                  |
| 2161年           | 惑星連邦憲章が成立し、惑星間同盟協議に参加していた国家の中で地球、バルカン、アンドリア、テラライトが原加盟国となり恒星間共同体惑星連邦が発足する。宇宙艦隊が軍事攻撃指令作戦部隊と統合・再編され、地球連合政府から惑星連邦評議会へ移管される。                                                                                    | エンタープライズ 劇場版第13作               |
| 2164年           | U.S.S.フランクリン（NX-326）がガガーリン放射線帯で行方不明となる。 | 劇場版第13作                                |
| 23世紀           | |                                             |
| 2245年 - 2250年  | U.S.S.エンタープライズ（NCC-1701）がエイプリルの指揮下で進宙する。 | まんが宇宙大作戦                            |
| 2251年 - 2264年  | U.S.S.エンタープライズ（NCC-1701）がパイクの指揮下で2回にわたる5年間の深宇宙調査を行う。 | 宇宙大作戦 ストレンジ・ニュー・ワールド     |
| 2254年           | U.S.S.エンタープライズ（NCC-1701）がタロス人と初接触する。パイクの報告から惑星連邦はタロス人を危険な種族と認定し、タロス4号星は接近禁止宙域となる。 | 宇宙大作戦 ディスカバリー                   |
| 2256年           | トゥクヴマがクリンゴン帝国の統一を24の名家に呼びかけ、これをきっかけに惑星連邦とクリンゴン帝国の間で戦争が勃発する。 戦争を誘発したとしてバーナムに終身刑が科される。 | ディスカバリー                              |
| 2257年           | 惑星連邦とクリンゴン帝国間の戦争が終結し、バーナムは赦免され任務に復帰する。 パイクがU.S.S.ディスカバリー（NCC-1031）の臨時船長となり、約10万年分の英知を蓄積した「球体」に遭遇、その情報データがU.S.Sディスカバリーに転送される。データを守るため、ディスカバリーはU.S.Sエンタープライズと共にセクション31を乗っ取ったAIと戦う。 | ディスカバリー                              |
| 2258年           | U.S.S.ディスカバリー（NCC-1031）が貴重なデータの悪用を防ぐため、3189年にタイムトラベルする。公式にはU.S.S.ディスカバリーは破壊されたと記録され、そのタイムトラベルや胞子ドライブに関する情報は極秘扱いとなる。 | ディスカバリー                              |
| 2259年           | U.S.S.エンタープライズ (NCC-1701)がクリストファー・パイクの指揮下で深宇宙調査に再出航する。ゴーン人と遭遇する。 | ストレンジ・ニュー・ワールド                |
| 2265年 - 2270年  | U.S.S.エンタープライズ（NCC-1701）がカークの指揮下で5年間の深宇宙調査を行う。 | 宇宙大作戦 まんが宇宙大作戦                 |
| 2265年           | U.S.S.エンタープライズ（NCC-1701）が、200年前に消息を絶ったS.S.ヴァリアントのフライトレコーダーを回収する。それを切っ掛けに、ミッチェルらクルー11名が殉職する事態となる。 | 宇宙大作戦                                  |
| 2266年           | 地球人がロミュラン人と再接触 | 宇宙大作戦                                  |
| 2267年           | U.S.S.エンタープライズ（NCC-1701）によって、200年以上も漂流していた寝台船S.S.ボタニー・ベイが発見される。冷凍冬眠から目覚めたカーン達は、U.S.S.エンタープライズの強奪を謀るも失敗し、セティ・アルファ第5惑星に追放される。 | 宇宙大作戦 劇場版第2作                      |
| 2267年           | カーク達を乗せたシャトルがガンマ・カナリス宙域の小惑星に不時着し、行方不明のまま生き長らえていたコクレーンと遭遇する。 | 宇宙大作戦                                  |
| 2267年           | 惑星連邦、ロミュラン帝国、クリンゴン帝国がニンバス3号星に共同の植民地を建設。 | 劇場版第5作                                 |
| 2268年           | ロミュラン帝国とクリンゴン帝国が同盟を結び、隠蔽装置や宇宙船などの技術交換が行われる。 | 宇宙大作戦                                  |
| 2268年           | U.S.S.ディファイアント（NCC-1764）が鏡像宇宙に時空移動し、行方不明となる。 | 宇宙大作戦 エンタープライズ ディスカバリー  |
| 2269年 - 2271年  | U.S.S.エンタープライズ（NCC-1701）がデッカーの指揮下で改装を開始する。 | 劇場版第1作                                 |
| 2271年           | ヴィジャーが地球に接近する。事態収集のため、カークがU.S.S.エンタープライズ（NCC-1701）の指揮官に復職する。 | 劇場版第1作                                 |
| 2285年           | カーン達がカークに復讐を企てU.S.S.エンタープライズ（NCC-1701）を襲撃、スポックが殉職する。 | 劇場版第2作                                 |
| 2285年           | ジェネシス計画が失敗するものの、それによりスポックが蘇生する。クリンゴン艦との戦闘中、カーク達は撤退のためU.S.S.エンタープライズ（NCC-1701）を自爆させる。 | 劇場版第3作                                 |
| 2286年           | 絶滅したザトウクジラを捕獲するため、カーク達は1986年にタイムトラベルする。 U.S.S.エンタープライズ（NCC-1701-A）がカークの指揮下で進宙する。 | 劇場版第4作                                 |
| 2287年           | スポックの異母兄サイボックが乗員達を洗脳し、U.S.S.エンタープライズ（NCC-1701-A）を乗っ取る。 | 劇場版第5作                                 |
| 2293年           | クロノスの衛星プラクシスが爆発。エネルギー供給を断たれたクリンゴン帝国は惑星連邦と和平交渉を行うが、双方の継戦派の陰謀によりゴルコン総裁が暗殺される。カーク達がさらなる暗殺を防ぎ惑星連邦とクリンゴン帝国がキトマー協定により和平を結ぶ。                                                                                        | 劇場版第6作                                 |
| 2293年           | U.S.S.エンタープライズ（NCC-1701-B）がハリマンの指揮下で進宙する。初航行中、難破した輸送船S.S.ラクールに遭遇し、乗員救助の最中カークが行方不明となる。 | 劇場版第7作                                 |
| 2294年           | スコットを乗せた輸送船U.S.S.ジェノーランが、ノルビン・コロニーへ航行中消息を絶つ。 | 新スタートレック                            |
| 24世紀           | |                                             |
| 2328年           | カーデシア連合がベイジョーを併合する。 | ディープ・スペース・ナイン                  |
| 2332年           | U.S.S.エンタープライズ（NCC-1701-C）がギャレットの指揮下で進宙する。 | 新スタートレック                            |
| 2344年           | U.S.S.エンタープライズ（NCC-1701-C）がロミュラン帝国との戦闘で撃沈され、クルーの一部が捕虜になる。 | 新スタートレック                            |
| 2347年 - 2367年  | 惑星連邦とカーデシア連合の間でカーデシア戦争が勃発する。 | 新スタートレック                            |
| 2355年           | U.S.S.スターゲイザー（NCC-2893）がマクシア・ゼータ星系で未知の異星人（後にフェレンギ人と判明）に攻撃され大破し、ピカードら生存者は艦を放棄して脱出する。 | 新スタートレック                            |
| 2363年 - 2371年  | U.S.S.エンタープライズ（NCC-1701-D）がピカードの指揮下で進宙し、7年間の深宇宙探査を行う。 | 新スタートレック                            |
| 2364年           | 惑星連邦がQ連続体と初接触する。フェレンギ人に鹵獲されていたU.S.S.スターゲイザー（NCC-2893）が惑星連邦に返還される。 | 新スタートレック                            |
| 2365年           | 惑星連邦がボーグと初接触する。 | 新スタートレック                            |
| 2367年           | ボーグが初の太陽系侵攻に備えるため、ピカードを拉致し同化する。その後ボーグと惑星連邦の間でウルフ359の戦いが勃発し、連邦艦40隻中39隻が撃沈される。 | 新スタートレック ディープ・スペース・ナイン |
| 2368年           | 連邦大使のスポックがロミュラン帝国に亡命し、バルカンとロミュランの再統一を目指して秘密裏に活動を始める。 | 新スタートレック                            |
| 2369年           | U.S.S.エンタープライズ（NCC-1701-D）がダイソンの天球に遭遇し、天球外壁で難破していたU.S.S.ジェノーランを発見する。その際、実体化せず転送ビームのまま生き長らえていたスコットが救出される。 | 新スタートレック                            |
| 2369年           | 地球人、バルカン人、クリンゴン人、ロミュラン人、カーデシア人など銀河系中のヒューマノイドが遺伝子を操作された「創始者」の子孫であることが分かる。 | 新スタートレック                            |
| 2369年           | カーデシア連合がベイジョーから撤退する。それにより、発掘用宇宙基地テロック・ノールは惑星連邦管轄のディープ・スペース・ナインに改修され、その司令官にシスコが就任する。 ガンマ宇宙域へ繋がるベイジョー・ワームホールが発見される。                                                                                                 | ディープ・スペース・ナイン                  |
| 2370年           | 惑星連邦がドミニオンと初接触する。 | ディープ・スペース・ナイン                  |
| 2371年           | U.S.S.ヴォイジャー（NCC-74656）がジェインウェイの指揮下で進宙するも、「管理者」と呼ばれる未知の種族によって7万光年先のデルタ宇宙域に飛ばされてしまう。 | ヴォイジャー                                |
| 2371年           | ネクサスといわれるエネルギー帯に囚われたピカードは、そこで行方不明となっていたカークと出会う。マッドサイエンティストと化したソランの星系破壊を2人で阻止するものの、カークは重傷を負い死亡する。クリンゴン艦に攻撃を受けたU.S.S.エンタープライズ（NCC-1701-D）がヴェリディアン3号星に不時着し大破する。                            | 劇場版第7作                                 |
| 2372年           | クリンゴン帝国がドミニオンに抗戦しない惑星連邦を見限ってキトマー協定を破棄し、カーデシア連合を攻撃する。 | ディープ・スペース・ナイン                  |
| 2372年           | U.S.S.エンタープライズ（NCC-1701-E）がピカードの指揮下で進宙する。 | 劇場版第8作                                 |
| 2373年           | ボーグが2度目となる太陽系侵攻を行い、ボーグによる歴史改変を防ぐため、ピカード達は2063年にタイムトラベルする。宇宙艦隊が初めてボーグ・クイーンを倒す。 | 劇場版第8作                                 |
| 2373年           | カーデシア連合がドミニオンの一員となる。 | ディープ・スペース・ナイン                  |
| 2373年           | キトマー条約の再調印により再び惑星連邦とクリンゴン帝国が同盟を結ぶ。 | ディープ・スペース・ナイン                  |
| 2373年           | U.S.S.ヴォイジャー（NCC-74656）が生命体8472と初接触する。生命体8472に対抗するため、ボーグと一時的に同盟を結ぶ。 | ヴォイジャー                                |
| 2373年 - 2375年  | 惑星連邦・クリンゴン帝国とドミニオンの間でドミニオン戦争が勃発する。 | ディープ・スペース・ナイン                  |
| 2375年           | カーデシア連合がドミニオンに叛乱を起こし、独立を取り戻す。 シスコが行方不明となる。 | ディープ・スペース・ナイン                  |
| 2378年           | U.S.S.ヴォイジャー（NCC-74656）が地球に帰還する。 | ヴォイジャー                                |
| 2379年           | ロミュラン帝国でクーデターが発生し、シンゾンが権力を掌握する。ピカード達はシンゾンの地球侵攻を阻止するも、データが殉職する。 | 劇場版第10作                                |
| 2379年           | ライカーが大佐に昇進し、U.S.S.タイタン（NCC-80102）の艦長に就任する。 | ローワー・デッキ 劇場版第10作               |
| 2380年代         | ロミュラン主星の超新星爆発の兆候が表れる。ピカードの主導により、惑星連邦はロミュラン市民を避難させるべく救難船の建造を始める。 | ピカード                                    |
| 2383年           | デルタ宇宙域において放棄された連邦宇宙艦U.S.S.プロトスターが発見される。 | Prodigy                                     |
| 2385年           | 人工生命（シンス）の襲撃によりユートピア・プラニシア造船所が破壊され、人工生命の活動と研究開発は禁止となる。艦船不足に陥った惑星連邦はロミュラン市民の救難活動を停止し、ピカードがこの決定に抗議して宇宙艦隊を辞職する。 | ピカード                                    |
| 2387年           | ロミュラン主星の超新星爆発により惑星ロミュラスと惑星レムスが消滅する。スポックとネロ達がブラックホールに飲み込まれ、行方不明となる。 | ピカード 劇場版第11作                       |
| 2399年           | ピカードはデータの「娘」に相当するアンドロイドと出会い、仲間を率いて人工生命（シンス）が隠棲する惑星を発見、人工生命撲滅を図るロミュラン艦隊からの攻撃を防ぐ。不治の病を抱えていたピカードは死亡するものの、その意識が人工有機体に移植され蘇生する。後に人工生命の禁止が解かれる。                                                | ピカード                                    |
| 25世紀           | |                                             |
| 2401年           | Qによって、ピカード達は惑星連邦の代わりに全体主義的な地球連合（Confederation of Earth）が存在する別時間軸へ移動させられる。ボーグ・クイーンを連れて2024年にタイムトラベルし、時間軸の分岐を修復する。 | ピカード                                    |
| 2401年           | 固形種を憎む可変種がボーグと組み、ボーグが改変したピカードの遺伝子を転送装置で艦隊に広め、反乱を起こさせて艦隊全体を同化する。 | ピカード                                    |
| 26世紀           | |                                             |
| 26世紀中盤       | 惑星連邦と別宇宙から侵攻して来た球体創造者との間で大戦争が起き、プロキオン5の戦いで惑星連邦が決定的勝利を収める。 | エンタープライズ                            |
| 27世紀           | |                                             |
|                  | 時間冷戦開始。 | エンタープライズ                            |
| 29世紀           | |                                             |
|                  | 時間統合委員会の活動時期。 | ヴォイジャー                                |
| 31世紀           | |                                             |
| 31世紀前半       | ダニエルスが22世紀へ派遣される。 | エンタープライズ                            |
| 3064年頃         | 「大火」と呼ばれる災害が発生し、全宇宙にあるダイリチウムの殆どが爆発消失したため極めて希少な資源となる。惑星連邦は壊滅状態となり、地球、トリル、ニバー（バルカンとロミュランの統一政府）などが連邦を離脱する。 | ディスカバリー                              |
| 3070年代前後     | キリアンの史跡博物館に保管されていたU.S.S.ヴォイジャーの緊急医療用ホログラムのバックアップモジュールが再起動する。 | ヴォイジャー                                |
| 32世紀           | |                                             |
| 3189年           | U.S.S.ディスカバリー（NCC-1031）が2258年からタイムトラベルしてくる。前年にタイムトラベルしていたバーナムと合流し、120年前に惑星連邦を崩壊させた「大火」の原因を究明する。 | ディスカバリー                              |
| 3190年           | 未知の種族10-Cによる銀河系の危機が回避され、地球が惑星連邦に再加入する。 | ディスカバリー                              |
| 3191年           | U.S.S.ディスカバリー（NCC-1031）がダニエルスの指令のもとで「創始者」の技術を探し、ブリーン人に渡ることを阻止する。 | ディスカバリー                              |
| 33世紀以降       | |                                             |
| 33世紀初頭       | バーナムがU.S.S.ディスカバリー（NCC-1031）を銀河系の果てに放置する。 | ディスカバリー                              |
| 43世紀頃         | クラフトが1000年間放置されたU.S.S.ディスカバリー（NCC-1031）に救助される。 | ショートトレック                            |

### ケルヴィン・タイムライン
劇場版第11作から劇場版第13作が舞台とする平行宇宙（英: Kelvin Timeline）。プライム・タイムライン（以下、PT）のネロ達のタイムトラベルの影響で異なる歴史が生じた平行宇宙で、2233年以前の出来事はPTと同一である。
この平行宇宙を指す公式名は当初存在せず、ファンからは「別現実（英: Alternate Reality、劇場版第11作での台詞に由来）」または「エイブラムスバース（英: Abramsverse、監督である「J・J・エイブラムス」と多元宇宙を意味する「マルチバース」のかばん語）」と呼ばれていたが、2233年に起こったU.S.S.ケルヴィンの破壊がPTとの歴史の分岐点であることから、劇場版第13作の公開時に「ケルヴィン・タイムライン」という公式名が与えられた。
| 年              | 出来事 | 作品                          |
| 20世紀          | 20世紀 | 20世紀                        |
| --------------- | --- | ----------------------------- |
| 1992年 - 1996年 | 優生戦争が勃発し、カーン率いる優生人類が地球上の約3分の1を征服するが、内紛によって敗北する。カーンら一部の優生人類は寝台船S.S.ボタニー・ベイに乗り、冷凍冬眠の状態となって地球を脱出する。                                                     | 宇宙大作戦                    |
| 22世紀          | |                               |
| 2153年          | ズィンディが惑星破壊兵器を用いて地球を攻撃し、700万人が虐殺される。 | エンタープライズ              |
| 2156年 - 2160年 | 地球連合（United Earth）初となる恒星間戦争がロミュラン帝国との間で勃発する（ロミュラン戦争）。 | 宇宙大作戦                    |
| 2161年          | 惑星連邦憲章が成立し、惑星間同盟協議に参加していた国家の中で地球、バルカン、アンドリア、テラライトが原加盟国となり恒星間共同体惑星連邦が発足する。宇宙艦隊が軍事攻撃指令作戦部隊と統合・再編され、地球連合政府から惑星連邦評議会へ移管される。 | エンタープライズ 劇場版第13作 |
| 2164年          | U.S.S.フランクリン（NX-326）がガガーリン放射線帯で行方不明となる。 | 劇場版第13作                  |
| 23世紀          | |                               |
| 2233年          | ブラックホールに飲み込まれたネロ（PT）達が、PTの2387年からタイムトラベルしてくる。ネロ（PT）達によってU.S.S.ケルヴィン（NCC-0514）は破壊され、カークの父が殉職する。                                                                           | 劇場版第11作                  |
| 2258年          | ブラックホールに飲み込まれたスポック（PT）が、PTの2387年からタイムトラベルしてくる。 U.S.S.エンタープライズ（NCC-1701）がパイクの指揮下で進宙する。ネロ（PT）達が惑星連邦の崩壊を企てるも、カーク達によって阻止される。                        | 劇場版第11作                  |
| 2258年          | 未開拓宙域を探査中の宇宙艦隊によって寝台船S.S.ボタニー・ベイが発見される。冷凍冬眠から蘇生されたカーンは同胞72名を人質に取られ、セクション31に徴用される。                                                                                     | 劇場版第12作                  |
| 2259年          | カーンが反旗を翻し惑星連邦に対してテロ攻撃を行い、パイクが殉職する。 | 劇場版第12作                  |
| 2260年 - 2263年 | 一年間の修理および改装を終えたU.S.S.エンタープライズ（NCC-1701）がカークの指揮下で5年間の深宇宙調査を行う（3年で中断）。 | 劇場版第12作                  |
| 2263年          | スポック（PT）が死亡する。 U.S.S.エンタープライズ（NCC-1701）が惑星アルタミットで撃沈される。 行方不明となっていたU.S.S.フランクリン（NX-326）が発見される。                                                                                   | 劇場版第13作                  |

### 鏡像宇宙
『宇宙大作戦』第33話「イオン嵐の恐怖」を初出とする平行宇宙（英: Mirror Universe）。プライム・タイムライン（以下、PT）と対になっており、同じ名前の人物や組織が存在しているが、その性格や性質はPTと比べると好戦的で、地球は惑星連邦ではなく侵略的なテラン帝国を形成している。
| 年       | 出来事 | 作品                            |
| 21世紀   | 21世紀 | 21世紀                          |
| -------- | --- | ------------------------------- |
| 2063年   | コクレーンが宇宙船フェニックスで人類初のワープ航法に成功し、調査のため地球に訪れたバルカン人と初接触するが、地球人たちは着陸したバルカン船を襲い最新技術を略奪する。以降、22世紀にかけて多種族を征服し、テラン帝国を建国する。                     | エンタープライズ                |
| 22世紀   | |                                 |
| 2155年   | PTからU.S.S.ディファイアント（NCC-1764）が次元を超えてタイムトラベルしてくる。U.S.S.ディファイアントを奪ったサトウがクーデターを起こし、テラン帝国の女帝に即位する。                                                                               | エンタープライズ ディスカバリー |
| 23世紀   | |                                 |
| 2250年代 | I.S.S.ブラン（NCC-1422）のロルカがジョージャウ皇帝暗殺を謀って失敗、逃亡する。その際にイオン嵐に遭い、PTに転移する。 | ディスカバリー                  |
| 2256年   | PTからU.S.S.ディスカバリー（NCC-1031）が鏡像宇宙のI.S.S.ディスカバリー（NCC-1031）と入れ替わりに出現する。皇帝専用艦I.S.S.カロンは破壊され、ジョージャウ皇帝はU.S.S.ディスカバリーとともにPTへ移動し、セクション31に加わる。                       | ディスカバリー                  |
| 2267年   | PTからやってきたカーク（PT）が、I.S.S.エンタープライズ（NCC-1701）のスポックに惑星連邦の理念を伝える。指導者となったスポックは、この後20年以上の年月をかけてテラン帝国の改革を推進する。                                                           | 宇宙大作戦                      |
| 2293年   | テラン帝国は帝政を廃して共和制に移行するも、侵略と反乱が相次いで同年の内にクリンゴン・カーデシア同盟に征服される。以降、地球人はクリンゴン・カーデシア同盟内の奴隷階級として支配される。                                                           | ディープ・スペース・ナイン      |
| 24世紀   | |                                 |
| 2370年   | PTからやってきたキラ（PT）とベシア（PT）が、発掘用宇宙基地テロック・ノールで捕虜となるも脱走を試みたことで、シスコやオブライエンがクリンゴン・カーデシア同盟に反乱を起こし、テラン・リベリオンを結成する。オドーがベシア（PT）に撃たれて死亡する。 | ディープ・スペース・ナイン      |
| 2371年   | テラン・リベリオンのリーダーであったシスコが死亡する。PT・鏡像宇宙間の任意の転送方法を発見したオブライエンによって、PTからシスコ（PT）が誘拐される。                                                                                               | ディープ・スペース・ナイン      |
| 2372年   | テラン・リベリオンがPTから盗んだ設計図を基に、I.S.S.ディファイアント（NX-74205）を建造し、オブライエンの指揮下で進宙する。 | ディープ・スペース・ナイン      |
| 2375年   | PTからやってきたフェレンギのグランドネーガス・ゼク（PT）が、クリンゴン・カーデシア同盟の捕虜になる。テラン・リベリオンがクリンゴンのI.K.S.ネグヴァーを鹵獲して艦長のウォーフ評議員を捕虜とし、テロック・ノールを降伏させ支配下に置く。             | ディープ・スペース・ナイン      |

### 上記以外のタイムライン
作中においてタイムトラベルにより様々な歴史改変が行われるため上記以外にもタイムラインが存在する（大抵は主人公たちの活躍で無かったことになる）。
例として第二次世界大戦においてエディス・キーラー（作中人物）による反戦運動によりアメリカの参戦が遅れたためナチスドイツが勝利を収めたタイムライン（宇宙大作戦）。24世紀においてクリンゴンが惑星連邦と和解せず敵対しているタイムライン（新スタートレック）、1950年代のアメリカでSF作家ベニー・ラッセルが『ディープ・スペース・ナイン』を執筆しているタイムライン（ディープ・スペース・ナイン）、惑星連邦が成立せず全体主義的な地球連合（Confederation of Earth）が存在するタイムライン（ピカード）など。
『スタートレック:ヴォイジャー』には自己の目的のために歴史改変を行い続けるクレニム人が登場する他、『スタートレック:エンタープライズ』の作中では“時間冷戦”により頻繁にタイムラインの変更が行われる。

### 作品を超えた歴史改変
作品終了後に、他の作品でその歴史改変の影響が出ることがある。
2063年は、バルカン人との初接触を取った歴史上重要な年とされている。劇場版第8作において、ボーグは歴史改変により初接触を妨害しようとするが、ピカード達によって阻止された。コクレーンが未来を知った以外は歴史が元に戻ったかに見えたが、『スタートレック:エンタープライズ』第49話「覚醒する恐怖」において、撃墜された一部のボーグは北極に墜落し、そこで活動を停止していたことが明らかとなる。蘇生したボーグには地球の座標をデルタ宇宙域に送信し、2365年に惑星連邦がボーグと初接触する原因となる。

## 劇中用語
その他の用語は「異星人の一覧」「勢力一覧」「惑星一覧」「宇宙船のクラス一覧」「登場兵器」を参照。
宇宙域
天の川銀河を四つの区画に分けたもの。
宇宙暦
惑星連邦の標準暦。
インパルス・ドライブ
核融合ロケットエンジンのこと。通常エンジンとも。
光子魚雷
反物質弾頭の実弾兵器。
コミュニケーター
携帯通信機兼位置確認用の発信機。24世紀からは同時通訳・吹き替え機能のある宇宙翻訳機（万能翻訳機）を内蔵したコミュニケーター（コム）バッジに変わった。
遮蔽装置
空間を歪曲させて艦艇などを不可視にする装置。
ダイリチウム
宇宙船の燃料である反物質の制御に使用する物質。消耗品。
デフレクター
防御スクリーンの発生装置。
転送装置
物体をいったん分子レベルに分解し、所定の座標で再構成することにより移動させる装置。
トラクタービーム
重力子をビーム状に放射したもの。物の牽引に使用する。
トリコーダー
多目的の携帯分析装置。
ハイポスプレー
スプレー型の無針注射器。
バルカン神経掴み
強力な握力で相手を気絶させる格闘技の技の一種。人間には不可能。
フェイザー
ビーム兵器。携帯用武器から対艦用まで様々。
防御スクリーン
敵の攻撃などから防御するための力場。転送も防げる。
ホロデッキ
フォースビーム（重力子ビーム）により実際に触ることができる立体映像を移すことができる装置が設置された部屋。
優生人類
かつての地球において遺伝子工学によって作り出された新人類。旧人類との間で優生戦争を起こしたが自滅。このため作中世界では人間に対する遺伝子操作は禁止されている。
レプリケーター
エネルギーを物質に変換する技術を用いて生成したい物（食品など）の分子を再構成して加工生成する装置の総称。
ワープ航法
亜空間フィールドを使用する超光速航法。ワープ+数字で速度を表わす。
トランスワープ
通常のワープよりも高速で移動できる超光速航法とその技術。ボーグやヴォス人が保有。
惑星クラス
惑星の特徴をアルファベットで分類したもの。地球のような惑星はMクラス惑星。

## 作品の沿革

### 作品が世に出るまで（1964年 - 1966年）

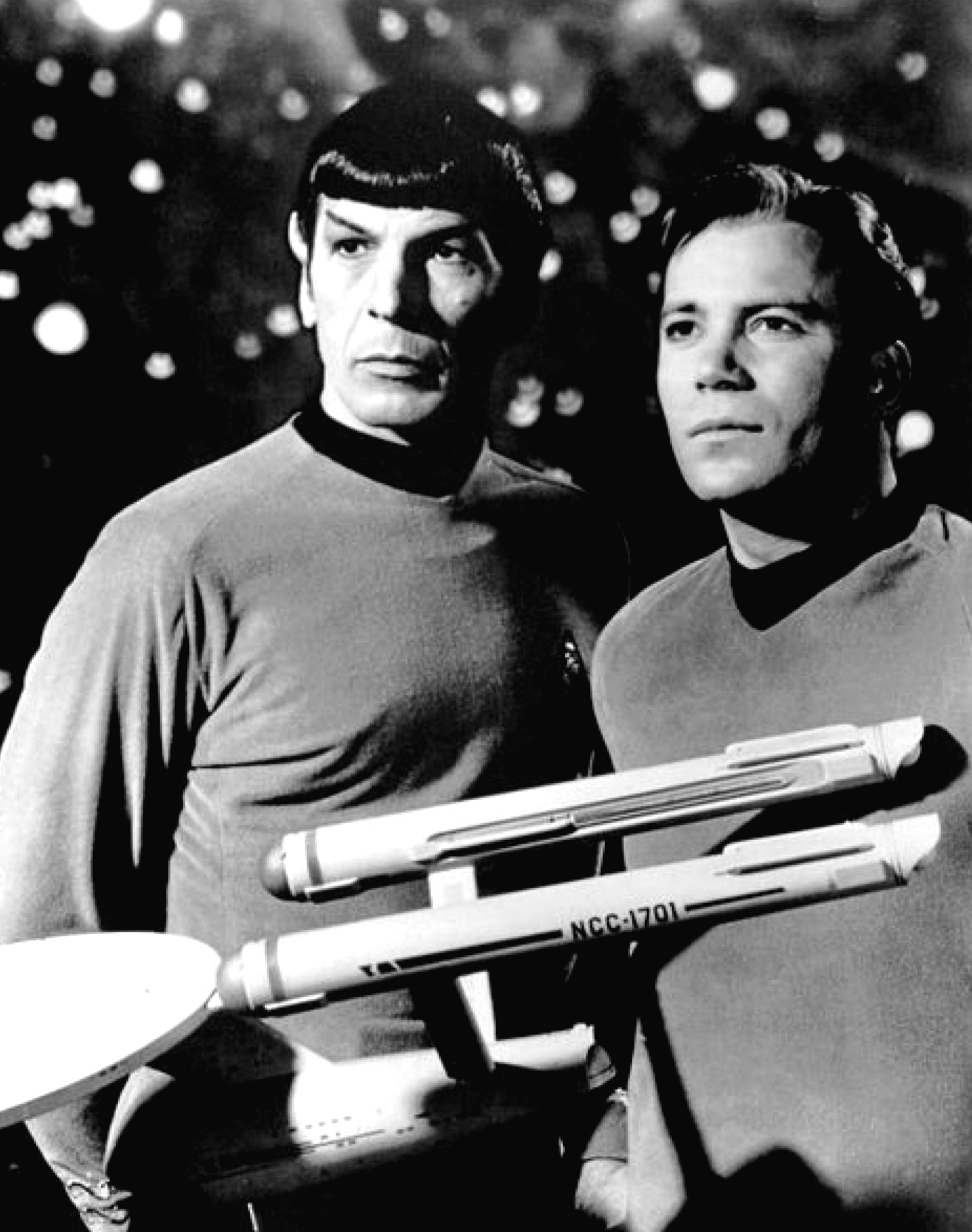
『宇宙大作戦』に登場したスポック（左）とカーク（右）、下部に写っているのが舞台となる宇宙船エンタープライズの模型。

『スタートレック』はジーン・ロッデンベリーにより創作されている。アメリカ西部開拓を描いたテレビドラマ『幌馬車隊』を参考に、宇宙を開拓する物語が初期の構想であった。これは、SFの体をなすことで検閲を逃れ、60年代当時のアメリカにおける社会問題を指摘できると意図したためである。加えてロッデンベリーは『ホーンブロワー』からも影響を受けたと語っている。なお、企画段階の時点では、舞台となる宇宙船の名は「エンタープライズ」ではなく「ヨークタウン」であった。
1964年、ロッデンベリーはメトロ・ゴールドウィン・メイヤーに『スタートレック』の企画を持ち込むが却下され、次にCBSへ企画を持ち込むものの、同社は既に『宇宙家族ロビンソン』というSFテレビドラマの企画が進行中のためまたも断られてしまう。次にデシル・プロダクションへ企画を持ち込み、
ロッデンベリーは同プロダクションが番組企画を売り込んだNBCから3話分のプロットを求められる。その後、3話分のうち1話をパイロット版として製作することが決まり、ジェフリー・ハンターをクリストファー・パイク船長役としたパイロット版「歪んだ楽園」が製作された。このパイロット版はNBCからアクションシーンの少なさを指摘されたものの、異例ながら新たなパイロット版の製作が許可され、ウィリアム・シャトナーをジェームズ・T・カーク船長役とし、スポック以外の登場人物を一新した第2パイロット版「光るめだま」が製作された。この第2パイロット版により、1966年2月に最初のドラマシリーズとなる『宇宙大作戦』の放映が決定し、同年9月より開始された。

### 打ち切りと映画化（1966年 - 1979年）

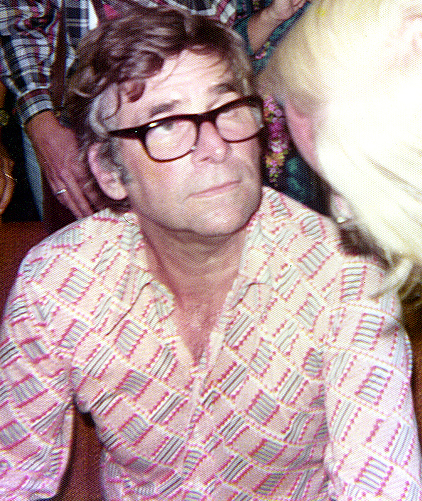
ジーン・ロッデンベリー（1976年撮影）

『宇宙大作戦』の放映当時は視聴率が伸び悩み、第2シーズンでの打ち切りが囁かれるほどであった。ファンによる手紙での継続嘆願運動などにより、辛うじて第3シーズンへ継続できたものの、放映時間の変更や予算削減、それに伴う内容の方針転換から更なる視聴率の低下を招き、結局このシーズンで打ち切りが決定し、1969年6月に放送を終了した。しかしその後、番組販売による再放送が始まると、次第にアメリカ全土でファンを獲得し、ニューヨークなどの大都市でコンベンションが開かれるなど、カルトクラシックの地位を獲得しつつ大衆文化に影響を与えるに至った。
本作の版権を持っていたパラマウント映画では、ロッデンベリーに続編の製作を依頼し、テレビアニメ『まんが宇宙大作戦』が1973年9月から放送されるも、依然として実写でのシリーズ復活を求めるファンの声は大きかった。1975年5月、ロッデンベリーはパラマウント映画と劇場版製作の契約を結び"Star Trek: The God Thing"の企画が立ち上がるが、宗教色の強い内容にパラマウント映画が難色を示したためこの企画は消滅した。1976年9月、新たに雇われた脚本家達によって"Star Trek: Planet of the Titans"の企画が立ち上がるが、この企画もまた草稿台本に了承が出ずに消滅している。1977年にはテレビドラマ『スタートレック:フェイズII』の企画が立ち上がり、1978年春からの放送がパラマウント・テレビジョン・サービスによって告知される。ところが、同年より『スター・ウォーズ』の大ヒットを契機としたSF映画ブームが生じたため、改めて劇場版へ企画が再変更され、1979年12月、劇場版第1作『スター・トレック』として公開されるに至った。この作品の成績は莫大な製作費の回収さえ至らなかったものの、パラマウント映画が製作費を抑えつつ続編を企画するには十分で、その後も劇場版が継続して作られるようになった。

### テレビドラマの再開（1979年 - 1991年）
劇場版第1作が莫大な製作費の回収に至らなかったこともあり、ロッデンベリーは製作総指揮から製作顧問という役職に回され、以降の劇場版の製作にあまり関れなくなった。1982年6月に公開された劇場版第2作『カーンの逆襲』では、監督のニコラス・メイヤーによって登場人物が年をとったことを隠さない方針が持ち込まれ、人生、成長、老いが物語に深く関わるようになり、これらの要素は以降の作品群にも受け継がれている。『宇宙大作戦』の劇場版はその後も好評だったが、フランチャイズの価値を認めるパラマウント映画は、『宇宙大作戦』のキャストに多額の出演料を支払うよりも新しいキャストを起用したほうが利益が大きいと判断し、新しいテレビドラマの製作を企画する。ロッデンベリーは当初は関与を拒否していたが、初期のコンセプトワークに不満があったため、製作総指揮として参加することになった。こうして、1986年10月に新しいテレビドラマである『新スタートレック』の放映が告知され、1987年9月より放映されることとなった。
『新スタートレック』は『宇宙大作戦』の続編ではあるものの、約80年後を舞台に、登場人物を一新した次世代の物語となった。第2シーズンまでは前作から脱し切れていないという評価が多かったが、第3シーズンからは脚本家のマイケル・ピラーらの手腕でイメージを一新、毎話ごとにスポットを当てる登場人物を変えていく形式とし、制服や小道具、船内セットなどのビジュアル的な部分も作り変えられた。こうした努力により、『新スタートレック』は中盤から人気が上昇し、『宇宙大作戦』に匹敵すると言われるほどの人気作品に成長するに至った。

### スピンオフ作品の登場（1991年 - 2005年）
1991年10月、かねてより患っていた脳卒中の発作によりロッデンベリーが死去。同年12月に公開された劇場版第6作『未知の世界』は、作中で長らく敵対していたクリンゴン帝国との和平という、現実の冷戦終結を下敷きにしたストーリーによって高い評価を受けた。本作が『宇宙大作戦』の事実上の完結編となり、続く劇場版第7作『ジェネレーションズ』からは『新スタートレック』の劇場版が複数製作された。
一方、テレビドラマの製作総指揮はリック・バーマンらに引き継がれた。『新スタートレック』放送中の1993年1月、バーマンはピラーと共にスピンオフ作品となる『スタートレック:ディープ・スペース・ナイン』を立ち上げ、これにより初めて同時期に2つのシリーズ作品が放送されることとなった。さらに、『新スタートレック』完結後の1995年1月、バーマンはピラー、ジェリ・テイラーと共に『スタートレック:ヴォイジャー』を立ち上げ、これら3作品とも全7シーズンの長期にわたる人気作品となった。しかし、『スタートレック:ヴォイジャー』第4シーズン終盤から第6シーズン序盤にかけて、長年のプロデューサーかつメインライターであったピラー、ロナルド・D・ムーア、テイラーらがフランチャイズから離脱する。
2001年9月、バーマンはブラノン・ブラーガと共に『スタートレック:エンタープライズ』を立ち上げるが、放送開始から視聴率が低迷し、過去の作品で人気を博した異星人を登場させる、第3シーズンをまるごと一つの物語に費やすなどの様々なテコ入れが試されるも成果は上がらなかった。『スタートレック:エンタープライズ』第4シーズンでは製作総指揮からバーマンとブラーガが外され、マニー・コトのみになったことで、過去の作品との整合性を取り、時には無理なく補完が行われるなどエピソードとしての質は改善されていった。これらのコンセプトおよび物語構成の再構築の多くは概ね好意的に受け入れられたが、結局このシーズンで打ち切りが決定し、2005年5月に放送を終了した。これにより、バーマンとブラーガはフランチャイズから完全に退くこととなった。

### リブート映画の公開（2009年 - 2016年）
『スタートレック:エンタープライズ』の打ち切り後、フランチャイズのリブートが模索され、2009年5月、『宇宙大作戦』を新たなキャストで描いた劇場版第11作『スター・トレック』が公開された。これに始まるリブート映画作品群は「ケルヴィン・タイムライン」シリーズと呼ばれ、従来のフランチャイズ作品の歴史(「プライム・タイムライン」)の束縛から離れて、異なる時間軸を描いた。この間、テレビドラマは製作されない状況が続いた。

### 作品世界の拡大と映像配信への移行（2017年 -）
2014年10月、CBSが映像配信サービスCBS All Access（現・Paramount+）を開始。その目玉作品として、2017年9月、アレックス・カーツマンが製作総指揮を務め、『宇宙大作戦』の10年前を描く『スタートレック:ディスカバリー』の配信が開始された。
これを皮切りに、カーツマンの指揮下でフランチャイズの作品世界は大きく拡大していくことになり、『新スタートレック』の約30年後を描く『スタートレック:ピカード』、『スタートレック:ディスカバリー』と同時代で『宇宙大作戦』に先立つエンタープライズ号の航海を描く『スタートレック:ストレンジ・ニュー・ワールド』、さらにアニメーション作品の『スタートレック:ローワー・デッキ』や"Star Trek: Prodigy"などの作品が製作、配信されている。さらにStar Trek: Starfleet Academyシリーズと、配信映画作品"Star Trek: Section 31"の製作が発表されている。Paramount+のサービスは北米など限定的な地域から始まり、それ以外の地域ではNetflixやAmazon Prime Videoなどで配信された作品もあった。
2024年現在、Paramount+においては、劇場版も含めた過去の全作品が配信されている。

## 作品のキャスト
以下ではM(Main)、C(Co-star)、R(Recurring)、G(Guest)と略す。

### テレビドラマ
| クリストファー・パイク                         | ジェフリー・ハンター           | 中田浩二 山野井仁                   | M        | G (S1)   | 出演なし     | 出演なし | 出演なし | 出演なし | 出演なし  | 出演なし   | 出演なし | 出演なし | 出演なし | 出演なし | 出演なし | 出演なし | 出演なし |
| クリストファー・パイク                         | アンソン・マウント             | てらそままさき                      | 出演なし | 出演なし | 出演なし     | 出演なし | 出演なし | 出演なし | M (S2)    | 出演なし   | M        |          |          |          |          |          |          |
| ウーナ・チン＝ライリー （ナンバーワン）        | メイジェル・バレット           | 翠準子                              | C        | G (S1)   | 出演なし     | 出演なし | 出演なし | 出演なし | 出演なし  | 出演なし   | 出演なし | 出演なし | 出演なし | 出演なし | 出演なし | 出演なし | 出演なし |
| ウーナ・チン＝ライリー （ナンバーワン）        | レベッカ・ローミン             | 五十嵐麗                            | 出演なし | 出演なし | 出演なし     | 出演なし | 出演なし | 出演なし | R (S2)    | 出演なし   | M        |          |          |          |          |          |          |
| ジェームズ・T・カーク                          | ウィリアム・シャトナー         | 矢島正明                            | 出演なし | M        | 出演なし     | G (S5)   | 出演なし | G (S4)   | 出演なし  | 出演なし   | 出演なし |          |          |          |          |          |          |
| ジェームズ・T・カーク                          | ポール・ウェズレイ             | 浪川大輔                            | 出演なし | 出演なし | 出演なし     | 出演なし | 出演なし | 出演なし | 出演なし  | 出演なし   | R (S1-2) |          |          |          |          |          |          |
| スポック                                       | レナード・ニモイ               | 久松保夫 菅生隆之 小原雅人          | C        | M        | G (S5)       | G (S5)   | 出演なし | 出演なし | G (S3)    | 出演なし   | 出演なし |          |          |          |          |          |          |
| スポック                                       | イーサン・ペック               | 星野貴紀                            | 出演なし | 出演なし | 出演なし     | 出演なし | 出演なし | 出演なし | R (S2)    | 出演なし   | M        |          |          |          |          |          |          |
| レナード・マッコイ                             | デフォレスト・ケリー           | 吉沢久嘉 小島敏彦                   | 出演なし | M        | G (S1)       | G (S5)   | 出演なし | 出演なし | 出演なし  | 出演なし   | 出演なし |          |          |          |          |          |          |
| モンゴメリー・スコット （チャーリー）          | ジェームズ・ドゥーハン         | 小林修 内海賢二                     | 出演なし | C        | G (S6)       | G (S5)   | 出演なし | 出演なし | 出演なし  | 出演なし   | 出演なし |          |          |          |          |          |          |
| モンゴメリー・スコット （チャーリー）          | Martin Quinn                   |                                     | 出演なし | 出演なし | 出演なし     | 出演なし | 出演なし | 出演なし | 出演なし  | 出演なし   | G (S2)   |          |          |          |          |          |          |
| ニヨタ・ウフーラ （ウラ）                      | ニシェル・ニコルズ             | 松島みのり                          | 出演なし | C        | 出演なし     | G (S5)   | 出演なし | 出演なし | 出演なし  | 出演なし   | 出演なし |          |          |          |          |          |          |
| ニヨタ・ウフーラ （ウラ）                      | セリア・ローズ・グッディング   | 葉山那奈                            | 出演なし | 出演なし | 出演なし     | 出演なし | 出演なし | 出演なし | 出演なし  | 出演なし   | M        |          |          |          |          |          |          |
| ヒカル・スールー （カトウ）                    | ジョージ・タケイ               | 富山敬 坂東尚樹 納谷六朗 田中亮一   | 出演なし | C        | 出演なし     | G (S5)   | G (S3)   | 出演なし | 出演なし  | 出演なし   | 出演なし |          |          |          |          |          |          |
| パヴェル・チェコフ                             | ウォルター・ケーニッグ         | 井上弦太郎 樫井笙人                 | 出演なし | C (S2-3) | 出演なし     | G (S5)   | 出演なし | 出演なし | 出演なし  | 出演なし   | 出演なし | 出演なし | 出演なし | 出演なし |          |          |          |
| ジャン＝リュック・ピカード                     | パトリック・スチュワート       | 吉水慶 麦人                         | 出演なし | 出演なし | M            | G (S1)   | 出演なし | G (S4)   | 出演なし  | M          | 出演なし | 出演なし | 出演なし | 出演なし | 出演なし |          |          |
| ウィリアム・T・ライカー                        | ジョナサン・フレイクス         | 大塚明夫                            | 出演なし | 出演なし | M            | G (S3)   | G (S2)   | G (S4)   | 出演なし  | G (S1, S3) | 出演なし | 出演なし |          |          |          |          |          |
| ジョーディ・ラ＝フォージ                       | レヴァー・バートン             | 星野充昭                            | 出演なし | 出演なし | M            | 出演なし | G (S5)   | 出演なし | 出演なし  | G (S3)     | 出演なし | 出演なし | 出演なし | 出演なし | 出演なし |          |          |
| ナターシャ・ヤー                               | デニーズ・クロスビー           | 沢海陽子                            | 出演なし | 出演なし | M (S1)       | 出演なし | 出演なし | 出演なし | 出演なし  | 出演なし   | 出演なし | 出演なし | 出演なし | 出演なし | 出演なし | 出演なし | 出演なし |
| ウォーフ                                       | マイケル・ドーン               | 銀河万丈                            | 出演なし | 出演なし | M            | M (S4-7) | 出演なし | 出演なし | 出演なし  | G (S3)     | 出演なし | 出演なし | 出演なし | 出演なし | 出演なし |          |          |
| ビバリー・クラッシャー                         | ゲイツ・マクファーデン         | 一城みゆ希                          | 出演なし | 出演なし | M (S1, S3-7) | 出演なし | 出演なし | 出演なし | 出演なし  | G (S3)     | 出演なし | 出演なし | 出演なし | 出演なし | 出演なし |          |          |
| ディアナ・トロイ                               | マリーナ・サーティス           | 高島雅羅                            | 出演なし | 出演なし | M            | 出演なし | G (S6-7) | G (S4)   | 出演なし  | G (S1, S3) | 出演なし | 出演なし |          |          |          |          |          |
| データ                                         | ブレント・スパイナー           | 大塚芳忠                            | 出演なし | 出演なし | M            | 出演なし | 出演なし | G (S4)   | 出演なし  | G (S1,S3)  | 出演なし | 出演なし | 出演なし | 出演なし | 出演なし |          |          |
| ウェスリー・クラッシャー                       | ウィル・ウィトン               | 石田彰                              | 出演なし | 出演なし | M (S1-4)     | 出演なし | 出演なし | 出演なし | 出演なし  | G (S2)     | 出演なし | 出演なし | 出演なし | 出演なし | 出演なし |          |          |
| ベンジャミン・シスコ                           | エイヴリー・ブルックス         | 玄田哲章                            | 出演なし | 出演なし | 出演なし     | M        | 出演なし | 出演なし | 出演なし  | 出演なし   | 出演なし | 出演なし | 出演なし | 出演なし | 出演なし | 出演なし | 出演なし |
| オドー                                         | ルネ・オーベルジョノワ         | 加藤精三                            | 出演なし | 出演なし | 出演なし     | M        | 出演なし | 出演なし | 出演なし  | 出演なし   | 出演なし | 出演なし | 出演なし | 出演なし | 出演なし | 出演なし | 出演なし |
| ジュリアン・ベシア                             | アレクサンダー・シディグ       | 藤原啓治 中村大樹                   | 出演なし | 出演なし | G (S6)       | M        | 出演なし | 出演なし | 出演なし  | 出演なし   | 出演なし | 出演なし | 出演なし | 出演なし | 出演なし | 出演なし | 出演なし |
| ジャッジア・ダックス                           | テリー・ファレル               | 佐藤しのぶ                          | 出演なし | 出演なし | 出演なし     | M (S1-6) | 出演なし | 出演なし | 出演なし  | 出演なし   | 出演なし | 出演なし | 出演なし | 出演なし | 出演なし | 出演なし | 出演なし |
| ジェイク・シスコ                               | シロック・ロフトン             | 浪川大輔 石田彰 鈴木正和            | 出演なし | 出演なし | 出演なし     | M        | 出演なし | 出演なし | 出演なし  | 出演なし   | 出演なし | 出演なし | 出演なし | 出演なし | 出演なし | 出演なし | 出演なし |
| マイルズ・オブライエン                         | コルム・ミーニイ               | 辻親八                              | 出演なし | 出演なし | R (S1-7)     | M        | 出演なし | 出演なし | 出演なし  | 出演なし   | 出演なし | 出演なし | 出演なし | 出演なし | 出演なし | 出演なし | 出演なし |
| クワーク                                       | アーミン・シマーマン           | 稲葉実                              | 出演なし | 出演なし | G (S7)       | M        | G (S1)   | 出演なし | 出演なし  | 出演なし   | 出演なし | 出演なし |          |          |          |          |          |
| キラ・ネリス                                   | ナナ・ヴィジター               | 小宮和枝                            | 出演なし | 出演なし | 出演なし     | M        | 出演なし | 出演なし | 出演なし  | 出演なし   | 出演なし | 出演なし |          |          |          |          |          |
| エズリ・ダックス                               | ニコール・デ・ボア             | 石塚理恵                            | 出演なし | 出演なし | 出演なし     | M (S7)   | 出演なし | 出演なし | 出演なし  | 出演なし   | 出演なし | 出演なし | 出演なし | 出演なし | 出演なし | 出演なし | 出演なし |
| キャスリン・ジェインウェイ                     | ケイト・マルグルー             | 松岡洋子                            | 出演なし | 出演なし | 出演なし     | 出演なし | M        | 出演なし | 出演なし  | 出演なし   | 出演なし | 出演なし | 出演なし |          |          |          |          |
| チャコティ                                     | ロバート・ベルトラン           | 石塚運昇                            | 出演なし | 出演なし | 出演なし     | 出演なし | M        | 出演なし | 出演なし  | 出演なし   | 出演なし | 出演なし | 出演なし |          |          |          |          |
| ベラナ・トレス                                 | ロクサン・ドースン             | 五十嵐麗                            | 出演なし | 出演なし | 出演なし     | 出演なし | M        | 出演なし | 出演なし  | 出演なし   | 出演なし | 出演なし | 出演なし | 出演なし | 出演なし | 出演なし | 出演なし |
| ケス                                           | ジェニファー・リーン           | 小林優子                            | 出演なし | 出演なし | 出演なし     | 出演なし | M (S1-3) | 出演なし | 出演なし  | 出演なし   | 出演なし | 出演なし | 出演なし | 出演なし | 出演なし | 出演なし | 出演なし |
| トム・パリス                                   | ロバート・ダンカン・マクニール | 森川智之                            | 出演なし | 出演なし | 出演なし     | 出演なし | M        | 出演なし | 出演なし  | 出演なし   | 出演なし | 出演なし |          |          |          |          |          |
| ニーリックス                                   | イーサン・フィリップス         | 長島雄一                            | 出演なし | 出演なし | 出演なし     | 出演なし | M        | 出演なし | 出演なし  | 出演なし   | 出演なし | 出演なし | 出演なし | 出演なし | 出演なし | 出演なし | 出演なし |
| ドクター                                       | ロバート・ピカード             | 中博史                              | 出演なし | 出演なし | 出演なし     | 出演なし | M        | 出演なし | 出演なし  | 出演なし   | 出演なし | 出演なし | 出演なし | 出演なし | 出演なし | 出演なし | 出演なし |
| トゥヴォック                                   | ティム・ラス                   | 青山穣                              | 出演なし | 出演なし | 出演なし     | G (S3)   | M        | 出演なし | 出演なし  | G (S3)     | 出演なし |          |          |          |          |          |          |
| ハリー・キム                                   | ギャレット・ウォン             | 真殿光昭                            | 出演なし | 出演なし | 出演なし     | 出演なし | M        | 出演なし | 出演なし  | 出演なし   | 出演なし | 出演なし | 出演なし | 出演なし | 出演なし | 出演なし | 出演なし |
| セブン・オブ・ナイン                           | ジェリー・ライアン             | 沢海陽子                            | 出演なし | 出演なし | 出演なし     | 出演なし | M (S4-7) | 出演なし | 出演なし  | M (S2-)    | 出演なし | 出演なし | 出演なし | 出演なし | 出演なし | 出演なし | 出演なし |
| ジョナサン・アーチャー                         | スコット・バクラ               | 谷口節                              | 出演なし | 出演なし | 出演なし     | 出演なし | 出演なし | M        | 出演なし  | 出演なし   | 出演なし | 出演なし | 出演なし | 出演なし | 出演なし | 出演なし | 出演なし |
| トゥポル                                       | ジョリーン・ブレイロック       | 本田貴子                            | 出演なし | 出演なし | 出演なし     | 出演なし | 出演なし | M        | 出演なし  | 出演なし   | 出演なし | 出演なし | 出演なし | 出演なし | 出演なし | 出演なし | 出演なし |
| フロックス                                     | ジョン・ビリングズリー         | 茶風林                              | 出演なし | 出演なし | 出演なし     | 出演なし | 出演なし | M        | 出演なし  | 出演なし   | 出演なし | 出演なし | 出演なし | 出演なし | 出演なし | 出演なし | 出演なし |
| マルコム・リード                               | ドミニク・キーティング         | 井上倫宏                            | 出演なし | 出演なし | 出演なし     | 出演なし | 出演なし | M        | 出演なし  | 出演なし   | 出演なし | 出演なし | 出演なし | 出演なし | 出演なし | 出演なし | 出演なし |
| トラヴィス・メイウェザー                       | アンソニー・モンゴメリー       | 浜田賢二                            | 出演なし | 出演なし | 出演なし     | 出演なし | 出演なし | M        | 出演なし  | 出演なし   | 出演なし | 出演なし | 出演なし | 出演なし | 出演なし | 出演なし | 出演なし |
| ホシ・サトウ                                   | リンダ・パーク                 | 岡寛恵 弓場沙織                     | 出演なし | 出演なし | 出演なし     | 出演なし | 出演なし | M        | 出演なし  | 出演なし   | 出演なし | 出演なし | 出演なし | 出演なし | 出演なし | 出演なし | 出演なし |
| チャールズ・タッカー三世                       | コナー・トリニアー             | 内田直哉                            | 出演なし | 出演なし | 出演なし     | 出演なし | 出演なし | M        | 出演なし  | 出演なし   | 出演なし | 出演なし | 出演なし | 出演なし | 出演なし | 出演なし | 出演なし |
| マイケル・バーナム                             | ソネクア・マーティン＝グリーン | よのひかり 本田貴子                 | 出演なし | 出演なし | 出演なし     | 出演なし | 出演なし | 出演なし | M         | 出演なし   | 出演なし | 出演なし | 出演なし | 出演なし | 出演なし | 出演なし | 出演なし |
| サルー                                         | ダグ・ジョーンズ               | 桐本拓哉                            | 出演なし | 出演なし | 出演なし     | 出演なし | 出演なし | 出演なし | M         | 出演なし   | 出演なし | 出演なし | 出演なし | 出演なし | 出演なし | 出演なし | 出演なし |
| アッシュ・タイラー                             | シャザド・ラティフ             | 加瀬康之                            | 出演なし | 出演なし | 出演なし     | 出演なし | 出演なし | 出演なし | M (S1-2)  | 出演なし   | 出演なし | 出演なし | 出演なし | 出演なし | 出演なし | 出演なし | 出演なし |
| ポール・スタメッツ                             | アンソニー・ラップ             | 川中子雅人                          | 出演なし | 出演なし | 出演なし     | 出演なし | 出演なし | 出演なし | M         | 出演なし   | 出演なし | 出演なし | 出演なし | 出演なし | 出演なし | 出演なし | 出演なし |
| シルビア・ティリー                             | メアリー・ワイズマン           | 坂井恭子                            | 出演なし | 出演なし | 出演なし     | 出演なし | 出演なし | 出演なし | M         | 出演なし   | 出演なし | 出演なし | 出演なし | 出演なし | 出演なし | 出演なし | 出演なし |
| ガブリエル・ロルカ                             | ジェイソン・アイザックス       | 咲野俊介                            | 出演なし | 出演なし | 出演なし     | 出演なし | 出演なし | 出演なし | M (S1)    | 出演なし   | 出演なし | 出演なし | 出演なし | 出演なし | 出演なし | 出演なし | 出演なし |
| ヒュー・カルバー                               | ウィルソン・クルズ             | 奈良徹                              | 出演なし | 出演なし | 出演なし     | 出演なし | 出演なし | 出演なし | M (S2-)   | 出演なし   | 出演なし | 出演なし | 出演なし | 出演なし | 出演なし | 出演なし | 出演なし |
| D・ナーン                                      | レイチェル・アンシェリル       | 小若和郁那                          | 出演なし | 出演なし | 出演なし     | 出演なし | 出演なし | 出演なし | M (S3)    | 出演なし   | 出演なし | 出演なし | 出演なし | 出演なし | 出演なし | 出演なし | 出演なし |
| クリーブランド・ブッカー                       | デヴィッド・アジャラ           | 杉村憲司                            | 出演なし | 出演なし | 出演なし     | 出演なし | 出演なし | 出演なし | M (S3-S5) | 出演なし   | 出演なし | 出演なし | 出演なし | 出演なし | 出演なし | 出演なし | 出演なし |
| アディラ・タル                                 | ブルー・デル・バリオ           | 村中知                              | 出演なし | 出演なし | 出演なし     | 出演なし | 出演なし | 出演なし | M (S4-S5) | 出演なし   | 出演なし | 出演なし | 出演なし | 出演なし | 出演なし | 出演なし | 出演なし |
| レイナー                                       | カラム・キース・レニー         | 上田耀司                            | 出演なし | 出演なし | 出演なし     | 出演なし | 出演なし | 出演なし | M (S5)    | 出演なし   | 出演なし | 出演なし | 出演なし | 出演なし | 出演なし | 出演なし | 出演なし |
| クリストバル・リオス                           | サンティアゴ・カブレラ         | 花輪英司                            | 出演なし | 出演なし | 出演なし     | 出演なし | 出演なし | 出演なし | 出演なし  | M (S1-2)   | 出演なし | 出演なし | 出演なし | 出演なし | 出演なし | 出演なし | 出演なし |
| ラフィ・ミュジカー                             | ミシェル・ハード               | 高乃麗                              | 出演なし | 出演なし | 出演なし     | 出演なし | 出演なし | 出演なし | 出演なし  | M          | 出演なし | 出演なし | 出演なし | 出演なし | 出演なし | 出演なし | 出演なし |
| エルノア                                       | エヴァン・エヴァゴラ           | 染谷俊之                            | 出演なし | 出演なし | 出演なし     | 出演なし | 出演なし | 出演なし | 出演なし  | M (S1-2)   | 出演なし | 出演なし | 出演なし | 出演なし | 出演なし | 出演なし | 出演なし |
| アグネス・ジュラティ                           | アリソン・ピル                 | 堀井千砂                            | 出演なし | 出演なし | 出演なし     | 出演なし | 出演なし | 出演なし | 出演なし  | M (S1-2)   | 出演なし | 出演なし | 出演なし | 出演なし | 出演なし | 出演なし | 出演なし |
| ナレク                                         | ハリー・トレッダウェイ         | 鈴木達央                            | 出演なし | 出演なし | 出演なし     | 出演なし | 出演なし | 出演なし | 出演なし  | M (S1)     | 出演なし | 出演なし | 出演なし | 出演なし | 出演なし | 出演なし | 出演なし |
| ダージ・アーシャ ソージ・アーシャ コレー・スン | イサ・ブリオネス               | 清水理沙                            | 出演なし | 出演なし | 出演なし     | 出演なし | 出演なし | 出演なし | 出演なし  | M (S1-2)   | 出演なし | 出演なし | 出演なし | 出演なし | 出演なし | 出演なし | 出演なし |
| ラリス タリン                                  | オーラ・ブレイディ             | 麻生侑里                            | 出演なし | 出演なし | 出演なし     | 出演なし | 出演なし | 出演なし | 出演なし  | M (S2)     | 出演なし | 出演なし | 出演なし | 出演なし | 出演なし | 出演なし | 出演なし |
| アダム・スン                                   | ブレント・スパイナー           | 大塚芳忠                            | 出演なし | 出演なし | 出演なし     | 出演なし | 出演なし | 出演なし | 出演なし  | M (S2)     | 出演なし | 出演なし | 出演なし | 出演なし | 出演なし | 出演なし | 出演なし |
| ジャック・クラッシャー                         | エドワード・スペリーアス       |                                     | 出演なし | 出演なし | 出演なし     | 出演なし | 出演なし | 出演なし | 出演なし  | M (S3)     | 出演なし | 出演なし | 出演なし | 出演なし | 出演なし | 出演なし | 出演なし |
| ベケット・マリナー                             | タウニー・ニューサム           |                                     | 出演なし | 出演なし | 出演なし     | 出演なし | 出演なし | 出演なし | 出演なし  | 出演なし   | G (S2)   |          |          |          |          |          |          |
| ブラッド・ボイムラー                           | ジャック・クエイド             |                                     | 出演なし | 出演なし | 出演なし     | 出演なし | 出演なし | 出演なし | 出演なし  | 出演なし   | G (S2)   |          |          |          |          |          |          |
| ジョゼフ・ムベンガ                             | ブッカー・ブラッドショー       | 嶋俊介                              | 出演なし | G (S2-3) | 出演なし     | 出演なし | 出演なし | 出演なし | 出演なし  | 出演なし   | 出演なし | 出演なし | 出演なし | 出演なし | 出演なし | 出演なし | 出演なし |
| ジョゼフ・ムベンガ                             | バブス･オルサンモクン          |                                     | 出演なし | 出演なし | 出演なし     | 出演なし | 出演なし | 出演なし | 出演なし  | 出演なし   | M        |          |          |          |          |          |          |
| ラアン・ヌニエン・シン                         | クリスティーナ・チョン         | 種市桃子                            | 出演なし | 出演なし | 出演なし     | 出演なし | 出演なし | 出演なし | 出演なし  | 出演なし   | M        |          |          |          |          |          |          |
| クリスティン・チャペル                         | メイジェル・バレット           | 公卿敬子 北見順子 島木綿子 田中敦子 | 出演なし | R (S1-3) | 出演なし     | 出演なし | 出演なし | 出演なし | 出演なし  | 出演なし   | 出演なし |          |          |          |          |          |          |
| クリスティン・チャペル                         | ジェス・ブッシュ               | 藤井ゆきよ                          | 出演なし | 出演なし | 出演なし     | 出演なし | 出演なし | 出演なし | 出演なし  | 出演なし   | M        |          |          |          |          |          |          |
| エリカ・オルテガス                             | メリッサ・ナヴィア             | ニケライ・ファラナーゼ              | 出演なし | 出演なし | 出演なし     | 出演なし | 出演なし | 出演なし | 出演なし  | 出演なし   | M        |          |          |          |          |          |          |
| ヘマー                                         | ブルース・ホラック             | 江頭宏哉                            | 出演なし | 出演なし | 出演なし     | 出演なし | 出演なし | 出演なし | 出演なし  | 出演なし   | M (S1)   |          |          |          |          |          |          |
| ペリア                                         | キャロル・ケイン               |                                     | 出演なし | 出演なし | 出演なし     | 出演なし | 出演なし | 出演なし | 出演なし  | 出演なし   | R (S2)   |          |          |          |          |          |          |

### テレビアニメ
| 役名                                  | 俳優 / 声優                    | 日本語吹き替え  | まんが宇宙大作戦 (1973-1974) | ローワー・デッキ (2020-) | Prodigy (2021-) |
| ------------------------------------- | ------------------------------ | --------------- | ---------------------------- | ------------------------ | --------------- |
| ジェームズ・T・カーク                 | ウィリアム・シャトナー         | 佐々木功        | M                            | 出演なし                 | 出演なし        |
| スポック                              | レナード・ニモイ               | 阪脩            | M                            | 出演なし                 | 出演なし        |
| レナード・マッコイ                    | デフォレスト・ケリー           | 村越伊知郎      | M                            | 出演なし                 | 出演なし        |
| モンゴメリー・スコット （チャーリー） | ジェームズ・ドゥーハン         | 石丸博也        | C                            | 出演なし                 | 出演なし        |
| ニヨタ・ウフーラ （ウラ）             | ニシェル・ニコルズ             | 高島雅羅        | C                            | 出演なし                 | 出演なし        |
| ヒカル・スールー （カトウ）           | ジョージ・タケイ               | 村山明 坂東尚樹 | C                            | G (S3)                   | 出演なし        |
| ウィリアム・T・ライカー               | ジョナサン・フレイクス         | 大塚明夫        | 出演なし                     | G (S1-2)                 | 出演なし        |
| ディアナ・トロイ                      | マリーナ・サーティス           | 高島雅羅        | 出演なし                     | G (S1)                   | 出演なし        |
| クワーク                              | アーミン・シマーマン           | 稲葉実          | 出演なし                     | G (S3)                   | 出演なし        |
| キラ・ネリス                          | ナナ・ヴィジター               | 小宮和枝        | 出演なし                     | G (S3)                   | 出演なし        |
| キャスリン・ジェインウェイ            | ケイト・マルグルー             |                 | 出演なし                     | 出演なし                 | M               |
| チャコティ                            | ロバート・ベルトラン           |                 | 出演なし                     | 出演なし                 | R (S1)          |
| トム・パリス                          | ロバート・ダンカン・マクニール | 森川智之        | 出演なし                     | G (S2)                   | 出演なし        |
| トゥヴォック                          | ティム・ラス                   |                 | 出演なし                     | G (S3)                   | 出演なし        |
| ベケット・マリナー                    | タウニー・ニューサム           | 小島幸子        | 出演なし                     | M                        | 出演なし        |
| ブラッド・ボイムラー                  | ジャック・クエイド             | 平野潤也        | 出演なし                     | M                        | 出演なし        |
| ドヴァナ・テンディ                    | ノエル・ウェルズ               | 種市桃子        | 出演なし                     | M                        | 出演なし        |
| サム・ラザフォード                    | ユージン・コルデロ             | 最上嗣生        | 出演なし                     | M                        | 出演なし        |
| キャロル・フリーマン                  | ドーン・ルイス                 | 磯辺万沙子      | 出演なし                     | M                        | 出演なし        |
| ジャック・ランサム                    | ジェリー・オコンネル           | 志村知幸        | 出演なし                     | M                        | 出演なし        |
| シャックス                            | フレッド・タタショア           | 後藤光祐        | 出演なし                     | M                        | 出演なし        |
| タアナ                                | ジリアン・ヴィグマン           | 橘U子           | 出演なし                     | M                        | 出演なし        |
| Dal                                   | ブレット・グレイ               |                 | 出演なし                     | 出演なし                 | M               |
| Gwyn                                  | エラ・パーネル                 |                 | 出演なし                     | 出演なし                 | M               |
| Jankom Pog                            | ジェイソン・マンツォーカス     |                 | 出演なし                     | 出演なし                 | M               |
| Zero                                  | アンガス・イムリー             |                 | 出演なし                     | 出演なし                 | M               |
| Rok-Tahk                              | ライリー・アラズラキ           |                 | 出演なし                     | 出演なし                 | M               |
| Murf                                  | ディー・ブラッドリー・ベイカー |                 | 出演なし                     | 出演なし                 | M               |
| Drednok                               | ジミ・シンプソン               |                 | 出演なし                     | 出演なし                 | M               |
| The Diviner                           | ジョン・ノーブル               |                 | 出演なし                     | 出演なし                 | M               |
| クリスティン・チャペル                | メイジェル・バレット           | 吉田理保子      | R (S1-2)                     | 出演なし                 | 出演なし        |

### 映画
| クリストファー・パイク                | ブルース・グリーンウッド | 田中正彦                                                             | 出演なし | 出演なし | G (11-12) |
| ジェームズ・T・カーク                 | ウィリアム・シャトナー   | 矢島正明 大塚明夫 筈見純                                             | M        | G (7)    | 出演なし  |
| ジェームズ・T・カーク                 | クリス・パイン           | 阪口周平                                                             | 出演なし | 出演なし | M         |
| スポック                              | レナード・ニモイ         | 瑳川哲朗 大木民夫 仁内建之 吉水慶 菅生隆之                           | M        | 出演なし | G (11-12) |
| スポック                              | ザカリー・クイント       | 喜山茂雄 菅生隆之                                                    | 出演なし | 出演なし | M         |
| レナード・マッコイ                    | デフォレスト・ケリー     | 山内雅人 江角英明 嶋俊介 仁内建之 小島敏彦                           | M        | 出演なし | 出演なし  |
| レナード・マッコイ                    | カール・アーバン         | 宮内敦士                                                             | 出演なし | 出演なし | M         |
| モンゴメリー・スコット （チャーリー） | ジェームズ・ドゥーハン   | 小林修 神山卓三 島香裕 藤本譲                                        | M        | G (7)    | 出演なし  |
| モンゴメリー・スコット （チャーリー） | サイモン・ペッグ         | 根本泰彦                                                             | 出演なし | 出演なし | M         |
| ニヨタ・ウフーラ （ウラ）             | ニシェル・ニコルズ       | 川島千代子 横尾まり さとうあい 竹口安芸子 小宮和枝 松島みのり 朴璐美 | M        | 出演なし | 出演なし  |
| ニヨタ・ウフーラ （ウラ）             | ゾーイ・サルダナ         | 東條加那子 栗山千明                                                  | 出演なし | 出演なし | M         |
| ヒカル・スールー （カトウ）           | ジョージ・タケイ         | 富山敬 坂東尚樹 田中亮一 宮本充 牛山茂 田原アルノ                    | M        | 出演なし | 出演なし  |
| ヒカル・スールー （カトウ）           | ジョン・チョー           | 浪川大輔                                                             | 出演なし | 出演なし | M         |
| パヴェル・チェコフ                    | ウォルター・ケーニッグ   | 古川登志夫 曽我部和恭 金尾哲夫 西村知道 辻親八 佐久田修 樫井笙人     | M        | G (7)    | 出演なし  |
| パヴェル・チェコフ                    | アントン・イェルチン     | 粟野志門                                                             | 出演なし | 出演なし | M         |
| ジャン＝リュック・ピカード            | パトリック・スチュワート | 吉水慶 麦人                                                          | 出演なし | M        | 出演なし  |
| ウィリアム・T・ライカー               | ジョナサン・フレイクス   | 大塚明夫                                                             | 出演なし | M        | 出演なし  |
| ジョーディ・ラ＝フォージ              | レヴァー・バートン       | 星野充昭                                                             | 出演なし | M        | 出演なし  |
| ウォーフ                              | マイケル・ドーン         | 銀河万丈                                                             | 出演なし | M        | 出演なし  |
| ビバリー・クラッシャー                | ゲイツ・マクファーデン   | 一城みゆ希                                                           | 出演なし | M        | 出演なし  |
| ディアナ・トロイ                      | マリーナ・サーティス     | 高島雅羅                                                             | 出演なし | M        | 出演なし  |
| データ                                | ブレント・スパイナー     | 大塚芳忠                                                             | 出演なし | M        | 出演なし  |
| ウェスリー・クラッシャー              | ウィル・ウィトン         | 石田彰                                                               | 出演なし | G (10)   | 出演なし  |
| キャスリン・ジェインウェイ            | ケイト・マルグルー       | 松岡洋子                                                             | 出演なし | G (10)   | 出演なし  |
| クリスティン・チャペル                | メイジェル・バレット     | 島木綿子 中澤やよい 定岡小百合                                       | G (1, 4) | 出演なし | 出演なし  |

### 日本語吹き替え
『宇宙大作戦』の登場人物については、続編で同じ声優が続投できなかったり、当初日本語版でカットされていたシーンに後から吹き替えを追加したことで声優が変更されるケースが多いため、ここにまとめて記載する。なお、映画は便宜上「劇場版第○作」で表記した。括弧内は追加収録担当声優。
| 作品                                      | カーク                | スポック              | マッコイ              | スコット （チャーリー） | ウフーラ （ウラ）         | スールー （カトウ）                       | チェコフ                | パイク                | サレク                |
| ----------------------------------------- | --------------------- | --------------------- | --------------------- | ----------------------- | ------------------------- | ----------------------------------------- | ----------------------- | --------------------- | --------------------- |
| 宇宙大作戦 第1シーズン                    | 矢島正明 （矢島正明） | 久松保夫 （菅生隆之） | 吉沢久嘉 （小島敏彦） | 小林修 （小林修）       | 松島みのり （松島みのり） | 富山敬 （坂東尚樹） 納谷六朗 （納谷六朗） | 出演なし                | 中田浩二 （中田浩二） | 出演なし              |
| 宇宙大作戦 第2 - 3シーズン                | 矢島正明 （矢島正明） | 久松保夫 （菅生隆之） | 吉沢久嘉 （小島敏彦） | 内海賢二 （内海賢二）   | 松島みのり （松島みのり） | 田中亮一 （田中亮一）                     | 井上弦太郎 （樫井笙人） | 出演なし              | 加藤正之 （小山武宏） |
| まんが宇宙大作戦                          | 佐々木功              | 阪脩                  | 村越伊知郎            | 石丸博也                | 高島雅羅                  | 村山明                                    | 出演なし                | 出演なし              | 上田敏也              |
| 劇場版第1作（テレビ朝日版）               | 矢島正明              | 瑳川哲朗              | 山内雅人              | 小林修                  | 川島千代子                | 富山敬 （坂東尚樹）                       | 古川登志夫              | 出演なし              | 出演なし              |
| 劇場版第2作（日本テレビ版）               | 矢島正明              | 瑳川哲朗              | 山内雅人              | 小林修                  | 川島千代子                | 富山敬 （坂東尚樹）                       | 曽我部和恭              | 出演なし              | 出演なし              |
| 劇場版第3作（日本テレビ版）               | 矢島正明              | 瑳川哲朗              | 山内雅人              | 小林修                  | 横尾まり                  | 富山敬 （坂東尚樹）                       | 曽我部和恭              | 出演なし              | 納谷悟朗              |
| 劇場版第4作（フジテレビ版）               | 大塚明夫              | 大木民夫              | 江角英明              | 神山卓三                | さとうあい                | 宮本充                                    | 金尾哲夫                | 出演なし              | 清川元夢              |
| 劇場版第5作（機内上映版）                 | 筈見純                | 仁内建之              | 嶋俊介                | 島香裕                  | 竹口安芸子                | 牛山茂                                    | 西村知道                | 出演なし              | （台詞なし）          |
| 新スタートレック                          | 出演なし              | 矢田耕司              | 丸山詠二              | 寺島幹夫                | 出演なし                  | 出演なし                                  | 出演なし                | 出演なし              | 山野史人              |
| 劇場版第6作（VHS版）                      | 大塚明夫              | 吉水慶                | 仁内建之              | 藤本譲                  | 小宮和枝                  | 田原アルノ                                | 辻親八                  | 出演なし              | 不明                  |
| 劇場版第7作（VHS版）                      | 矢島正明              | 出演なし              | 出演なし              | 藤本譲                  | 出演なし                  | 出演なし                                  | 辻親八                  | 出演なし              | 出演なし              |
| ディープ・スペース・ナイン                | 矢島正明              | 菅生隆之              | 小島敏彦              | 小林修                  | 松島みのり                | 出演なし                                  | 遊佐浩二                | 出演なし              | 出演なし              |
| ヴォイジャー                              | 出演なし              | 出演なし              | 出演なし              | 出演なし                | 出演なし                  | 納谷六朗                                  | 出演なし                | 出演なし              | 出演なし              |
| 劇場版第1作（新録版）                     | 矢島正明              | 菅生隆之              | 小島敏彦              | 小林修 （大泊貴揮）     | 松島みのり                | 坂東尚樹                                  | 佐久田修 （四宮豪）     | 出演なし              | 出演なし              |
| 劇場版第2 - 6作（新録版）                 | 矢島正明              | 菅生隆之              | 小島敏彦              | 小林修                  | 朴璐美                    | 坂東尚樹                                  | 樫井笙人                | 出演なし              | 納谷悟朗              |
| 劇場版第7作（新録版）                     | 矢島正明              | 出演なし              | 出演なし              | 小林修                  | 出演なし                  | 出演なし                                  | 樫井笙人                | 出演なし              | 出演なし              |
| エンタープライズ                          | 矢島正明              | 出演なし              | 出演なし              | 出演なし                | 出演なし                  | 出演なし                                  | 出演なし                | 出演なし              | 出演なし              |
| 劇場版第11作                              | 阪口周平              | 喜山茂雄 菅生隆之     | 宮内敦士              | 根本泰彦                | 東條加那子                | 浪川大輔                                  | 粟野志門                | 田中正彦              | 佐々木睦              |
| 劇場版第12作                              | 阪口周平              | 喜山茂雄 菅生隆之     | 宮内敦士              | 根本泰彦                | 栗山千明                  | 浪川大輔                                  | 粟野志門                | 田中正彦              | 出演なし              |
| 劇場版第13作                              | 阪口周平              | 喜山茂雄              | 宮内敦士              | 根本泰彦                | 東條加那子                | 浪川大輔                                  | 粟野志門                | 出演なし              | 出演なし              |
| 宇宙大作戦 パイロット版 （Netflix配信版） | 出演なし              | 小原雅人              | 出演なし              | 出演なし                | 出演なし                  | 出演なし                                  | 出演なし                | 山野井仁              | 出演なし              |
| ディスカバリー                            | 出演なし              | 星野貴紀 矢田耕司     | 出演なし              | 出演なし                | 出演なし                  | 出演なし                                  | 出演なし                | てらそままさき        | 楠大典                |
| ローワー・デッキ                          | 出演なし              | 出演なし              | 出演なし              | 出演なし                | 出演なし                  | 坂東尚樹                                  | 出演なし                | 出演なし              | 出演なし              |
| ストレンジ・ニューワールド                | 浪川大輔              | 星野貴紀              | 出演なし              | 後藤ヒロキ              | 葉山那奈                  | 出演なし                                  | 出演なし                | てらそままさき        | 出演なし              |

## 作品が及ぼした影響

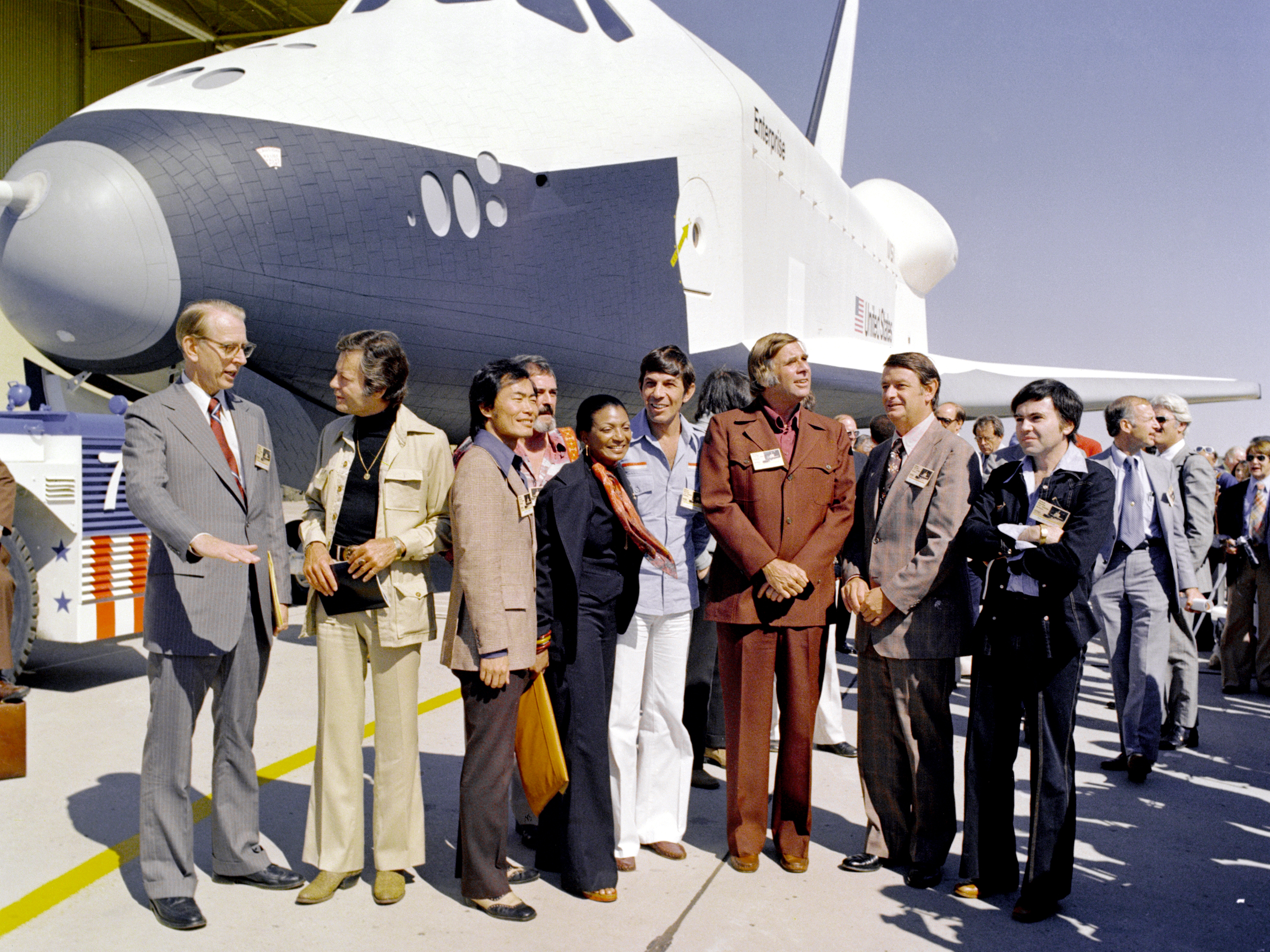
スペースシャトル・エンタープライズのロールアウト式典に招待されたロッデンベリーとキャスト。左端はNASA長官のジェームズ・フレッチャー、右から2人目はフロリダ州下院議員のドン・フュークア。

『スタートレック』の熱心なファンのことを、トレッキーまたはトレッカーと呼ぶが、アメリカのみならず世界中の宇宙関連事業関係者にもファンが多いと言われる。また、スティーヴン・ホーキングのように、『スタートレック』を自らの講演で引用したり、ゲストとして出演するような著名人もいる。また、映画『ターミナル』に登場した入国審査官のように、現代のアメリカを舞台とした作品では、登場人物がトレッキーという設定になっていることもある。
スペースシャトルのオービター1号機（大気圏内での滑空飛行試験用の機体）は当初は「コンスティテューション」と名付けられる予定だったが、トレッキーによる40万通ほどの投書が行われたことで、当時のジェラルド・R・フォード大統領の権限によって「エンタープライズ」と名付けられることになった。そのロールアウト式典にはロッデンベリーやキャストなどの関係者が招待されている。なお、『宇宙大作戦』の頃から科学考証をアメリカ航空宇宙局（NASA）に求めることがあり、映画のクレジットなどでNASAの名前が出ることがある。また、小惑星2309番が「ミスター・スポック」（公式には発見者のペットの同名の猫に由来するとされている）、9777番が「エンタープライズ」と命名された。ほか数個の小惑星にも、作品に出演したキャストなどの名前がつけられている。

## テーマ曲
アレクサンダー・カレッジ作曲による『宇宙大作戦』のテーマ曲は、後の作品で他の作曲家に担当が変わっても、必ずモチーフとして用いられている。この曲にはロッデンベリーによって歌詞がつけられたが、ボーカルバージョンは実現しなかった。器楽曲としては多くの音楽家にカバーされ、とりわけ日本ではメイナード・ファーガソンによる演奏版が『アメリカ横断ウルトラクイズ』の主題曲などに使われたことから広く知られている。またニュー・サウンズ・イン・ブラス等、吹奏楽への編曲もファーガソン版を基にしたものが多い。
劇場版はジェリー・ゴールドスミスが音楽を担当し、『宇宙大作戦』のファンファーレやメインモチーフが所々で引用された。カレッジはゴールドスミスと親しく、晩年はゴールドスミスが手掛けた映画音楽のオーケストレイターを務めた。元々『宇宙大作戦』の製作者はゴールドスミスに依頼するつもりであったが、ゴールドスミスは他の仕事が入っていて受けられなかったという。企画書を読んだカレッジは、音楽をゴールドスミスに依頼する予定と記述してあったので、このことをゴールドスミスに伝えると、そう言われてみればロッテンベリーから電話で依頼があったと、思い出したそうである。なお、『新スタートレック』のテーマ曲は、劇場版第1作のテーマ曲を流用しアレンジしたものであり、『スタートレック:ヴォイジャー』のテーマ曲もゴールドスミスが作曲している。